# Ubuntuのバージョン履歴

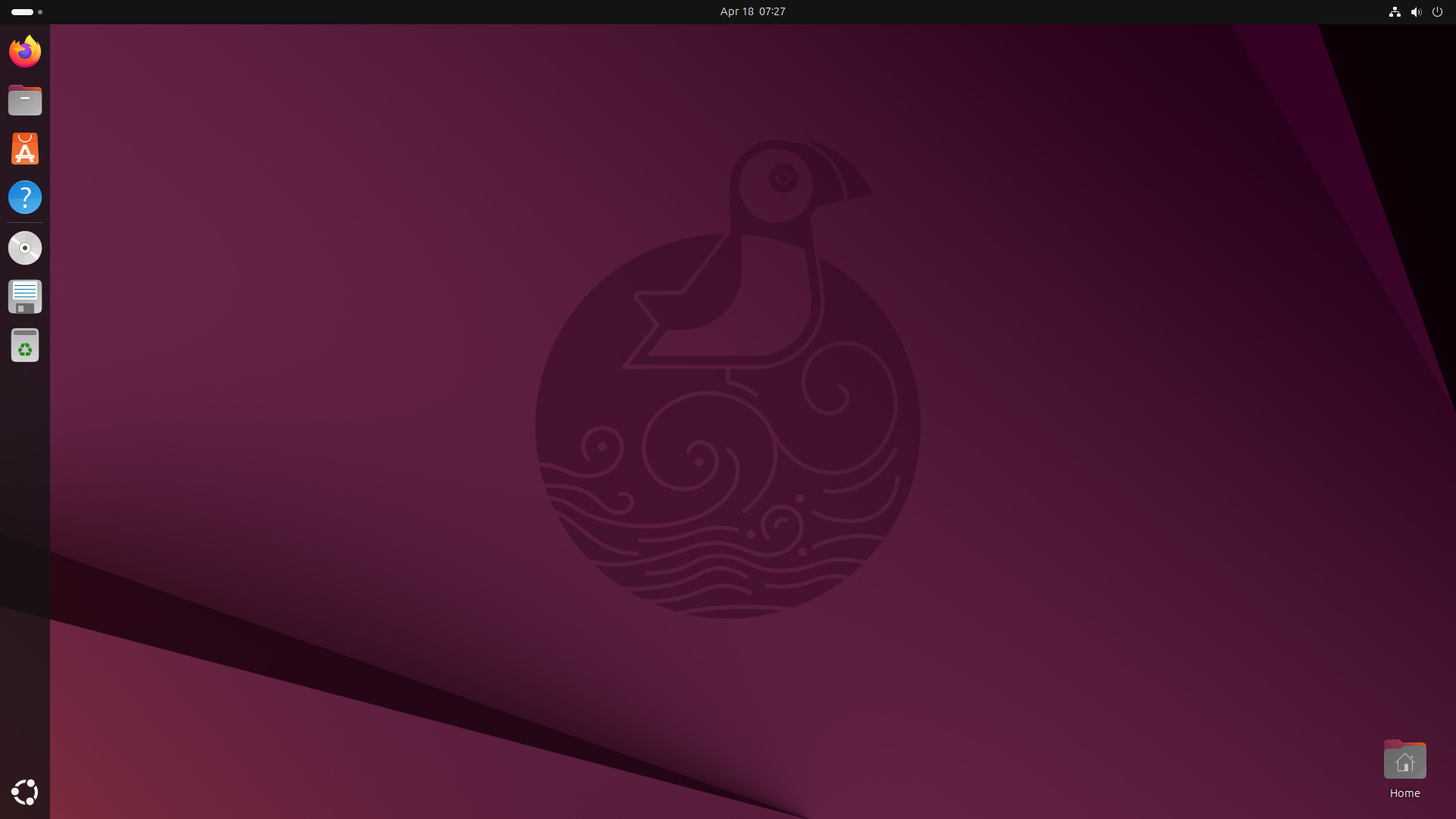
Ubuntu 25.04 (Plucky Puffin)

Ubuntuのリリースは、カノニカルによって半年毎に行われており、リリース年の下2桁とリリース月の数字をバージョン番号として使っている。最初のUbuntuのリリースを例とすれば、Ubuntu 4.10は2004年10月20日にリリースされている。
カノニカルは、Ubuntuのリリースを、GNOMEのリリースの約1か月後にスケジューリングしており、これはUbuntuのリリースがGNOMEのより新しいバージョンを含むという結果に繋がっている。
4回のリリースにつき、そのうち3回のリリースでは通常サポート。1回のリリースは長期サポート（LTS）版のリリースとして予定されている。通常サポートの期間は12.10以前は18ヶ月であったが、13.04以降はコストの削減を目的に9ヶ月に変更されている。長期サポートの期間は12.04から後のバージョンは5年間の標準サポートが提供されている。また、有料の延長サポート（ESM）も提供しており、これを利用すると更に長期間のサポートを受けることができる（20.04以降では10年）。LTSではない通常版のサポート期間は配信開始から9か月間である。

## リリースの歴史

### Ubuntu 4.10 (Warty Warthog)

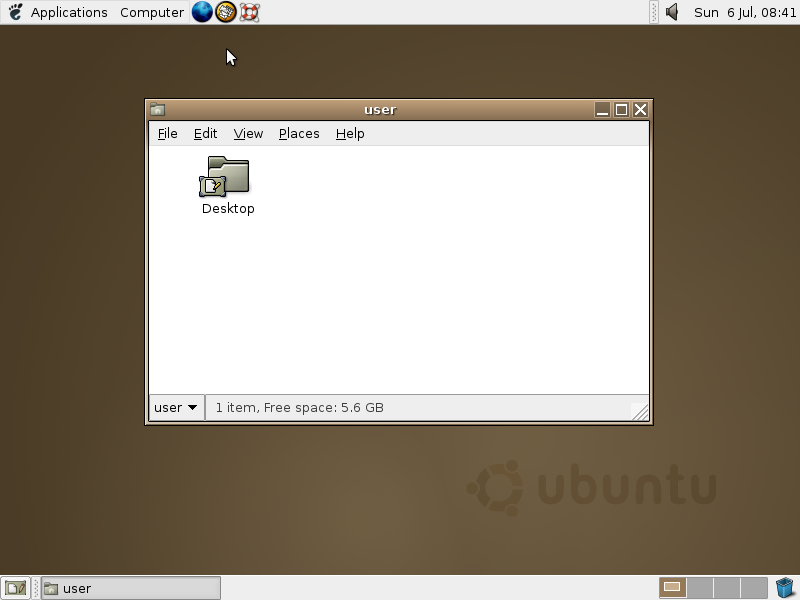
Ubuntu 4.10 (Warty Warthog)

Ubuntu 4.10（Warty Warthog）は、2004年10月20日にリリースされ、これはCanonicalによるUbuntuの最初のリリースであった。UbuntuはDebianをベースに設計され、6か月おきのリリースと、18か月のサポートを提供する計画であった。また、Ubuntu 4.10はフリーにダウンロードで提供されるほか、CanonicalのShipItサービスで入手することもできた。

### Ubuntu 5.04 (Hoary Hedgehog)

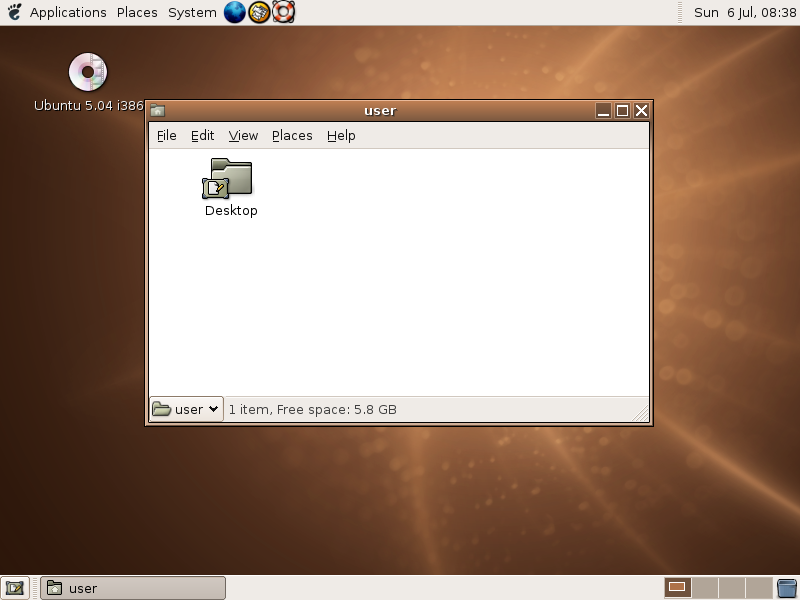
Ubuntu 5.04 (Hoary Hedgehog)

Ubuntu 5.04（Hoary Hedgehog）は、2005年4月8日にリリースされた。Ubuntu 5.04には多数の新機能が搭載され、これにはアップデートマネージャ、アップデート通知、readaheadやgrepmap、サスペンドとハイバネートのサポート、プロセッサの動的なフリークエンシーのスケーリング、Ubuntu hardware databaseなどが含まれる。

### Ubuntu 5.10 (Breezy Badger)

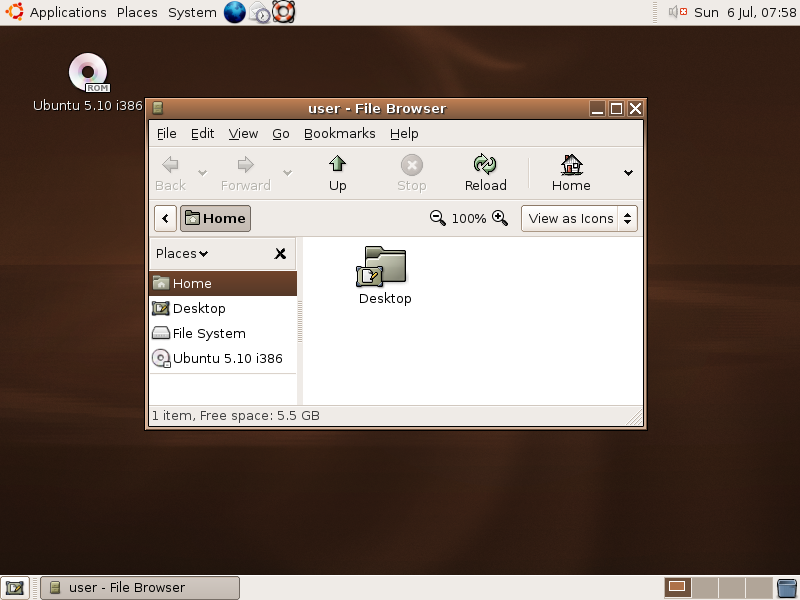
Ubuntu 5.10 (Breezy Badger)

Ubuntu 5.10（Breezy Badger）は、2005年10月12日にリリースされた。Ubuntu 5.10は、Usplashやアプリケーションの追加/削除のためのツール、Alacarteメニューエディター、簡単に利用できる言語のセレクター、LVMのサポートなどが含まれる。

### Ubuntu 6.06 LTS (Dapper Drake)

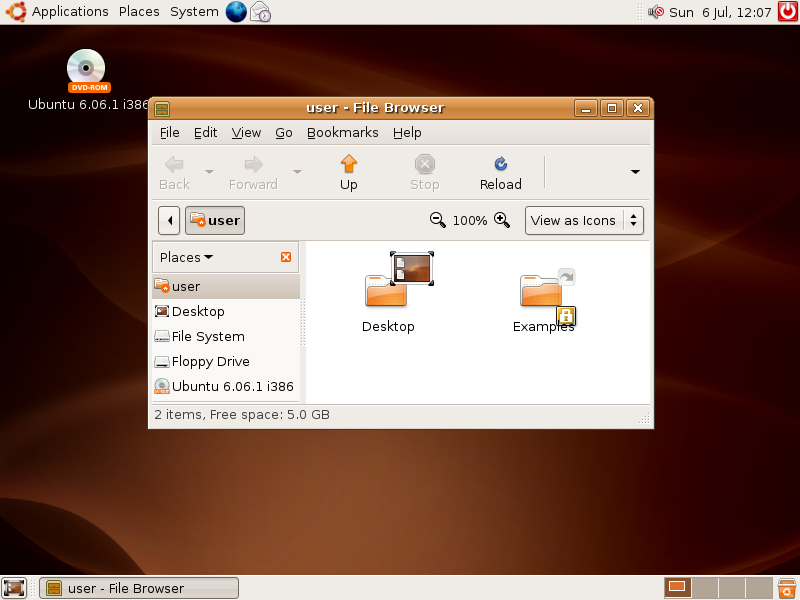
Ubuntu 6.06 (Dapper Drake)

Ubuntu 6.06（Dapper Drake）は、2006年6月1日にリリースされた。これは、Ubuntuの最初の長期サポート（LTS）版である。Ubuntu 6.06は当初Ubuntu 6.04として計画されていたが、この当初のスケジュールに遅れてのリリースとなった。Ubuntu 6.06では、Live CDとインストール用CDが1枚に統合されたほか、Ubiquityインストーラーが含まれ、Humanlooksテーマの改善などが行われた。

### Ubuntu 6.10 (Edgy Eft)

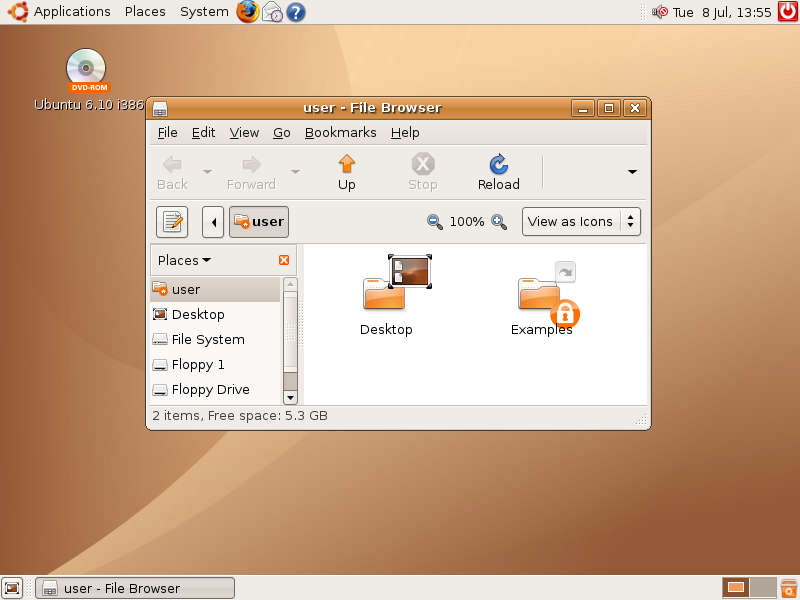
Ubuntu 6.10 (Edgy Eft)

Ubuntu 6.10（Edgy Eft）は、2006年10月26日にリリースされた。Ubuntu 6.10においては、Humanテーマに大きく改良が加えられ、TomboyノートアプリケーションやF-Spotフォトマネージャなどが含まれた。

### Ubuntu 7.04 (Feisty Fawn)

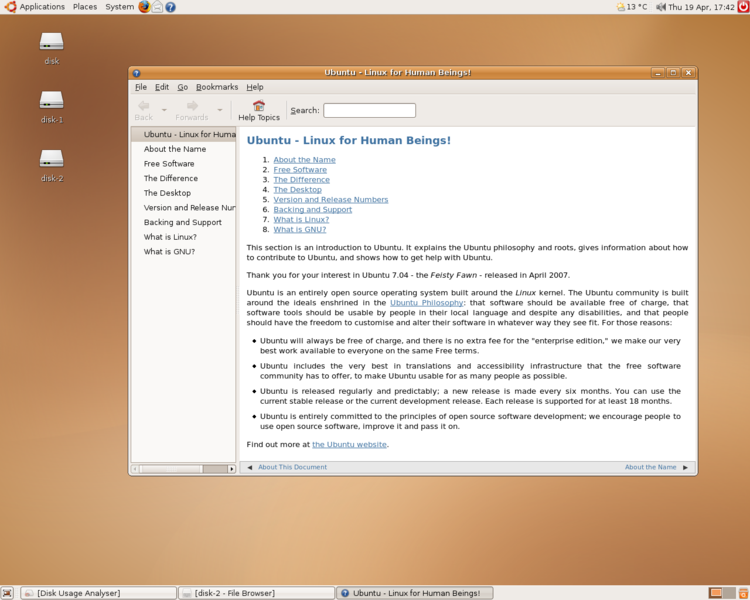
Ubuntu 7.04 (Feisty Fawn)

Ubuntu 7.04（Feisty Fawn）は、2007年4月19日にリリースされた。Ubuntu 7.04では、KVMのサポートや、Adobe Flash、Java、MP3などの制限されたコーデックのサポート、NvidiaやATIのドライバのより簡単なインストールなどが含まれた。また、Sudokuやchessゲーム、ディスク使用量アナライザーが追加された。

### Ubuntu 7.10 (Gusty Gibbon)

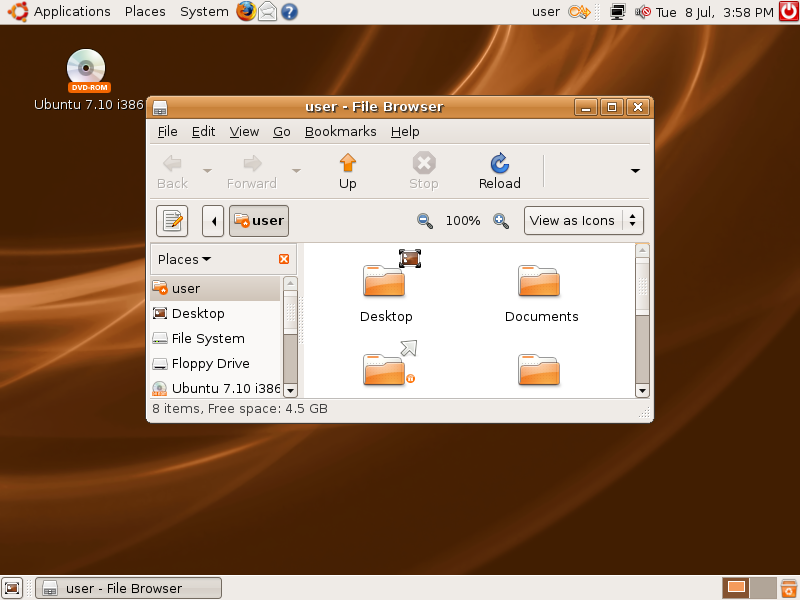
Ubuntu 7.10 (Gutsy Gibbon)

Ubuntu 7.10（Gusty Gibbon）は、2007年10月18日にリリースされた。Ubuntu 7.10は、AppArmorセキュリティフレームワーク、より高速なデスクトップ検索、NTFS-3Gによるより完全なNTFSのサポートなどが追加され、Compiz Fusionが標準で有効化された。

### Ubuntu 8.04 LTS (Hardy Heron)

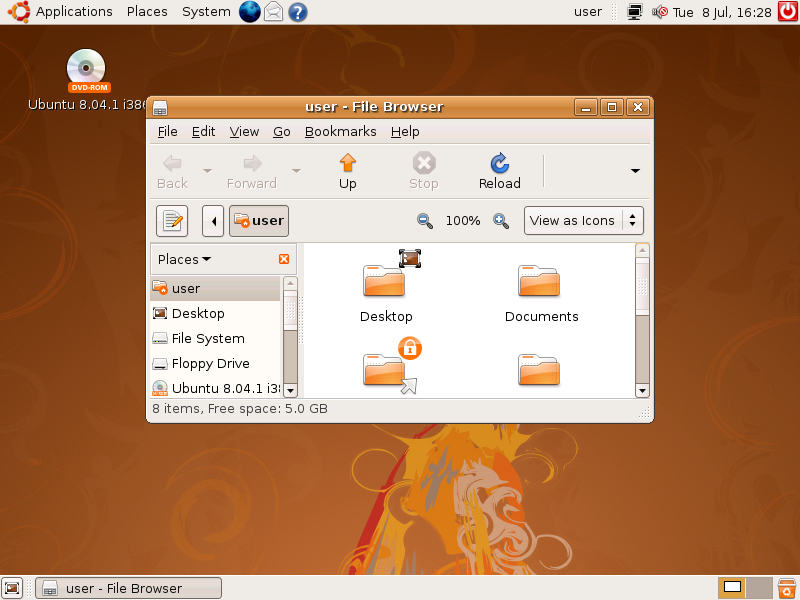
Ubuntu 8.04 (Hardy Heron)

Ubuntu 8.04（Hardy Heron）は、2008年4月24日にリリースされた。本リリースはLTS版である。本リリースでは、Trackerデスクトップ検索の統合や、Braseroディスクバーナー、Transmission BitTorrentクライアント、Vinagre VNCクライアントの追加、PulseAudio経由のシステムサウンドなどを含む。本リリースから、Wubiインストーラーが追加されたほか、Ubuntu Netbook Remixも導入された。

### Ubuntu 8.10 (Intrepid Ibex)

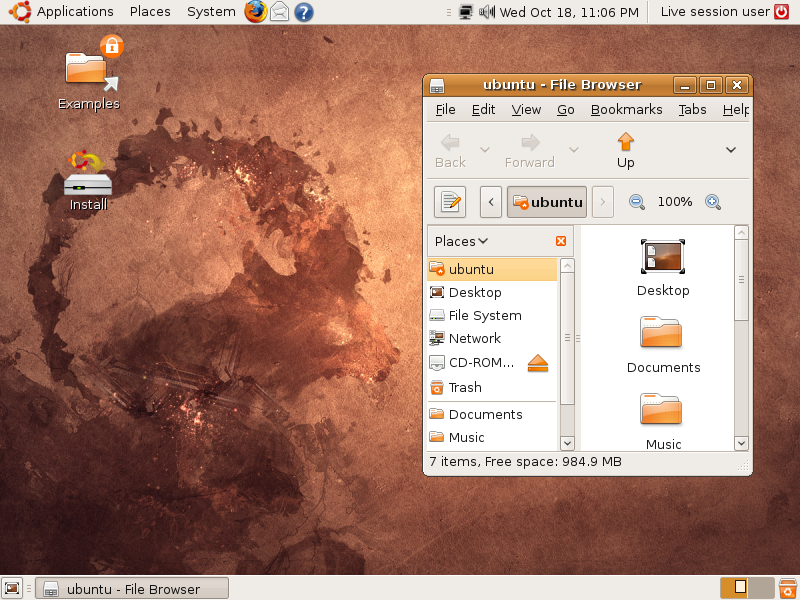
Ubuntu 8.10

Ubuntu 8.10（Intrepid Ibex）は、2008年10月30日にリリースされた。本リリースでは、Ubuntu Live USB creatorが追加されたほか、ゲストアカウントでの利用がサポートされた。

### Ubuntu 9.04 (Jaunty Jackalope)

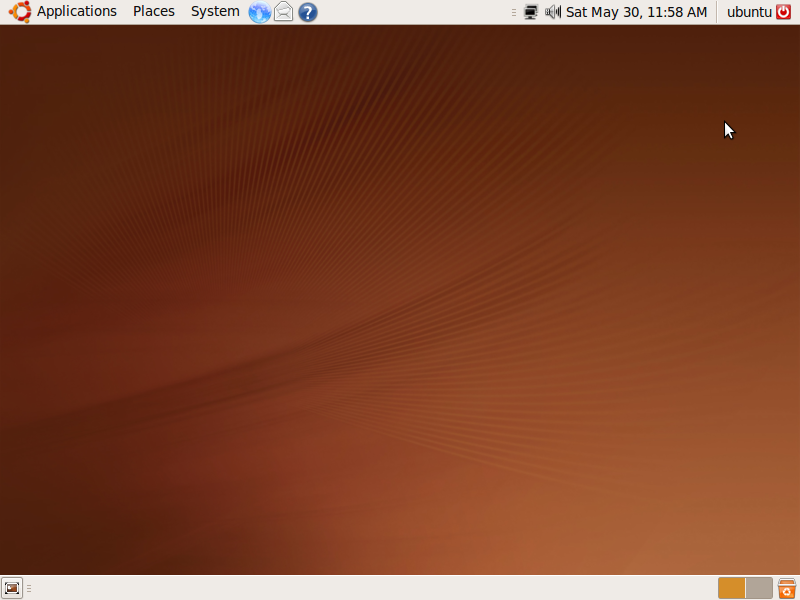
Ubuntu 9.04 (Jaunty Jackalope)

Ubuntu 9.04（Jaunty Jackalope）は、2009年4月23日にリリースされた。このリリースでは、起動時間が短縮され、usplash画面が刷新されたほか、ログイン画面が変更された。本バージョンよりARMアーキテクチャのネイティブサポートが追加されている。

### Ubuntu 9.10 (Karmic Koala)

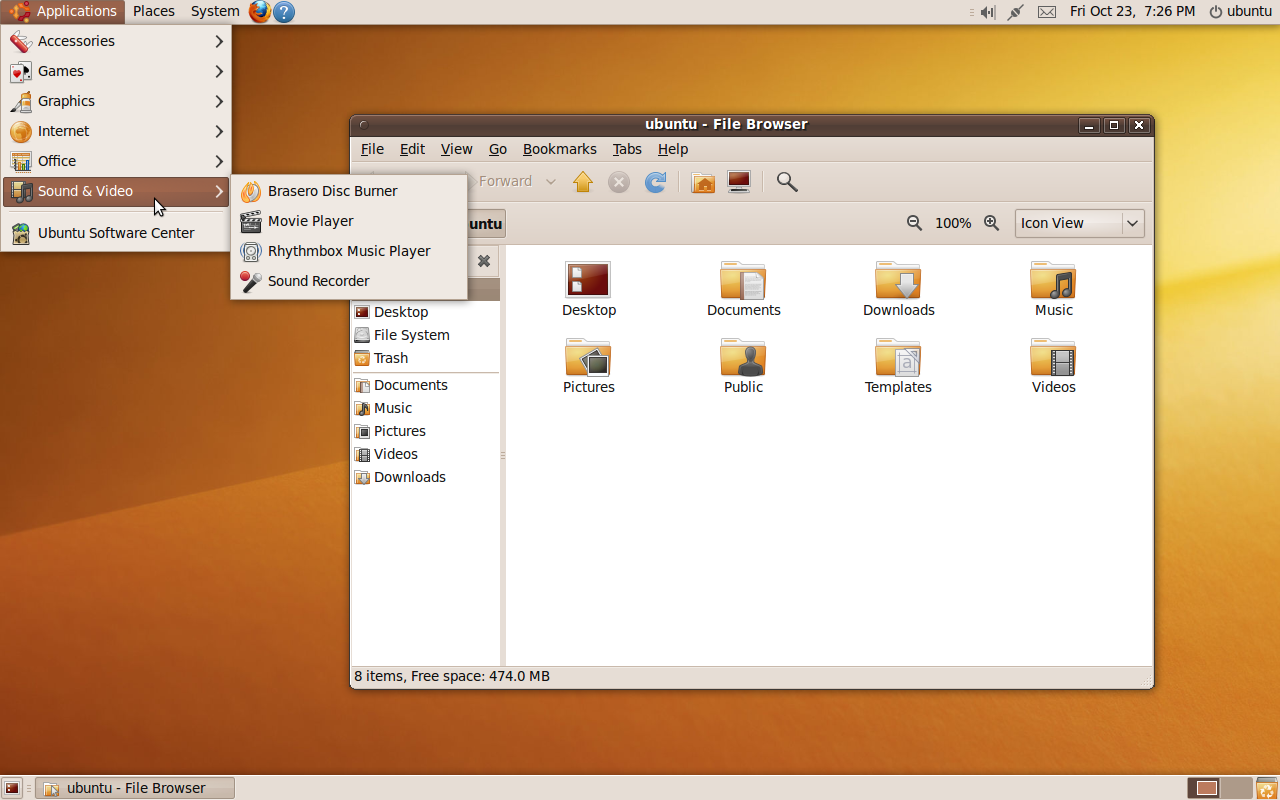
Ubuntu 9.10 (Karmic Koala)

Ubuntu 9.10（Karmic Koala）は、2009年10月29日にリリースされた。当初、本リリースでは新しいテーマを含む予定だったが、これは10.04に延期された。しかし、デフォルトのテーマに対するマイナーな変更がなされている。また、このバージョンでは、PidginがEmpathyに置き換えられたほか、デフォルトのファイルシステムがext4に変更されている。

### Ubuntu 10.04 LTS (Lucid Lynx)

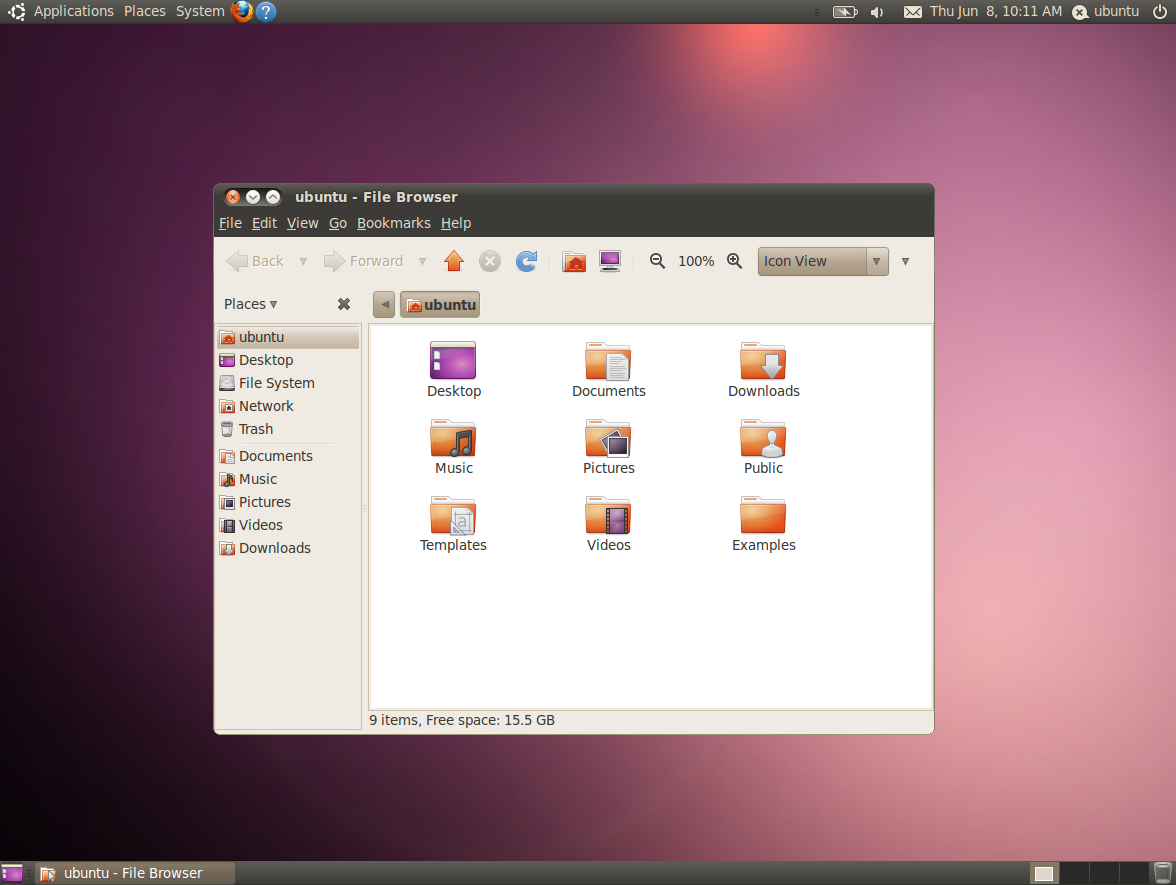
Ubuntu 10.04 (Lucid Lynx)

Ubuntu 10.04（Lucid Lynx）は、2010年4月29日にリリースされた。本リリースはLTS版である。このリリースでは、NvidiaグラフィックスドライバのデフォルトがNouveauドライバに変更されたほか、Plymouthが導入された。また、F-Spotが通常のユーザーレベルでの画像編集に十分な機能を提供しているという理由からGIMPがインストールCDから除かれた。
また、2010年3月4日には、本リリースが、新しいUbuntuのヴィジュアルスタイルを反映した新しいロゴを含む新しいテーマを含むことがアナウンスされた。

### Ubuntu 10.10 (Maverick Meerkat)

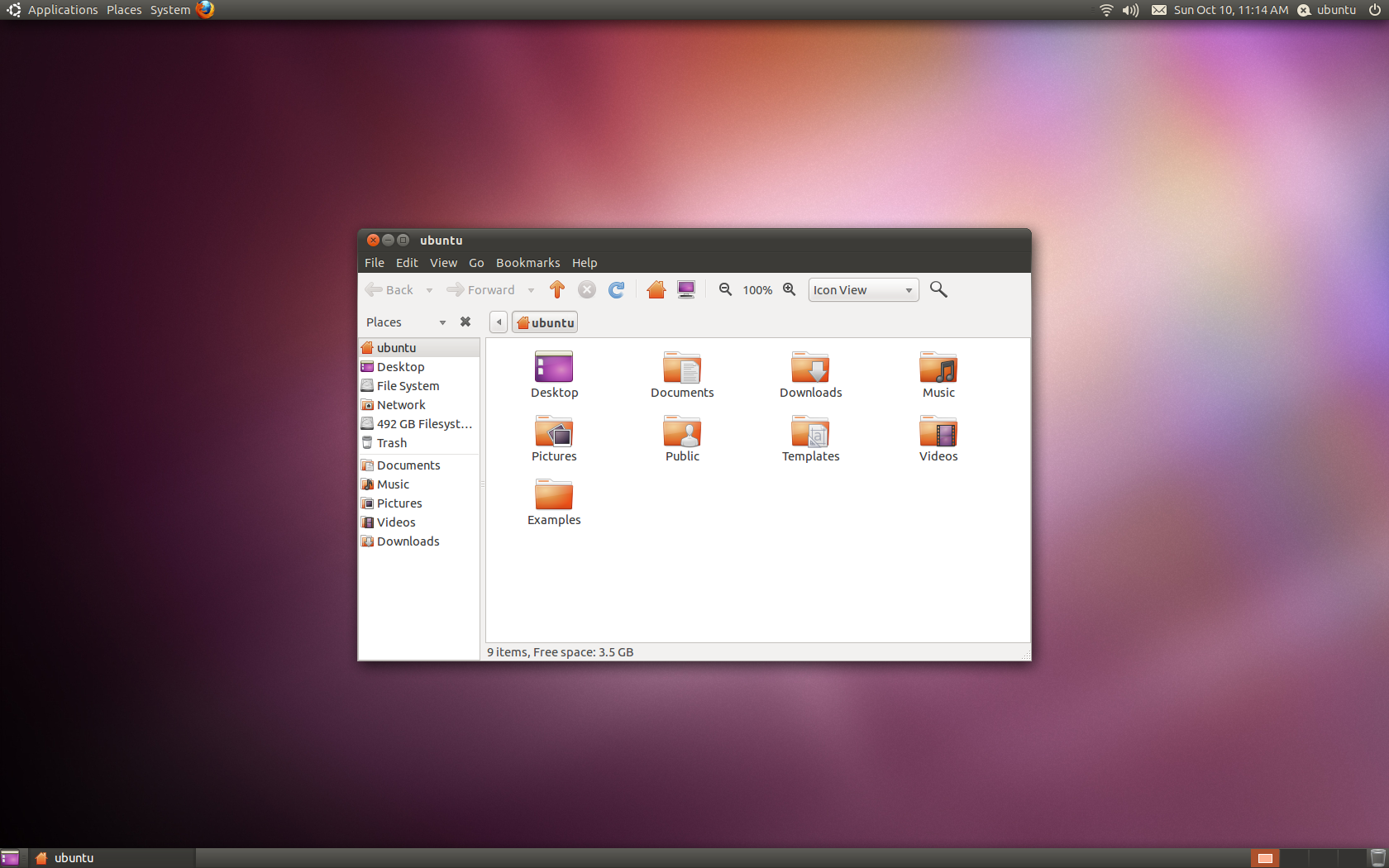
Ubuntu 10.10 (Maverick Meerkat)

Ubuntu 10.10（Maverick Meerkat）は、2010年10月10日にリリースされた。このリリースは、ネットブックエディションのためにUnityインターフェースを含むほか、F-SpotがShotwellによって置き換えられた。また、公式にUbuntuフォントがデフォルトで使われるようになった。

### Ubuntu 11.04 (Natty Narwhal)

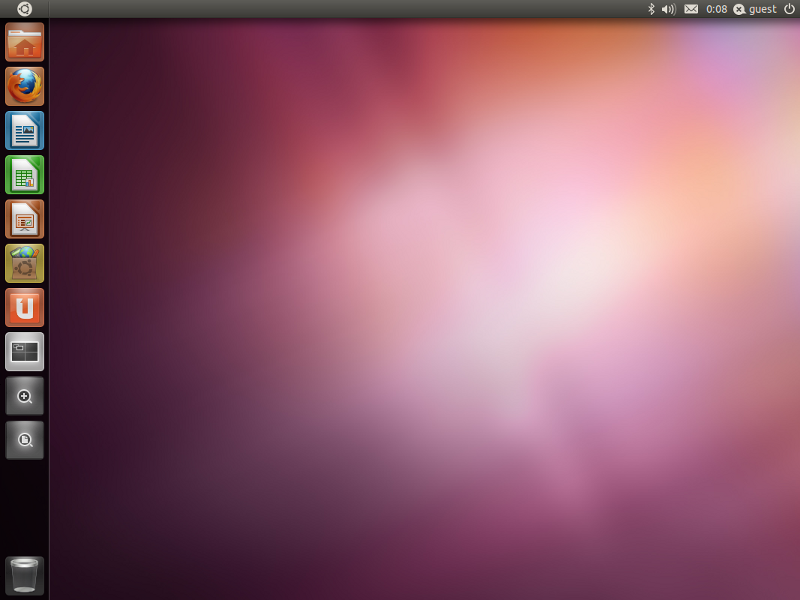
Ubuntu 11.04 Desktop (Natty Narwhal)

Ubuntu 11.04（Natty Narwhal）は、2011年4月28日にリリースされた。Ubuntu 11.04は、GNOME Shellの代わりにUnityをユーザーインターフェースとして使っている。その他、RhythmboxをBansheeが置き換え、これがデフォルトの音楽プレーヤーになったほか、OpenStackのプラットフォームが加えられた。

### Ubuntu 11.10 (Oneiric Ocelot)

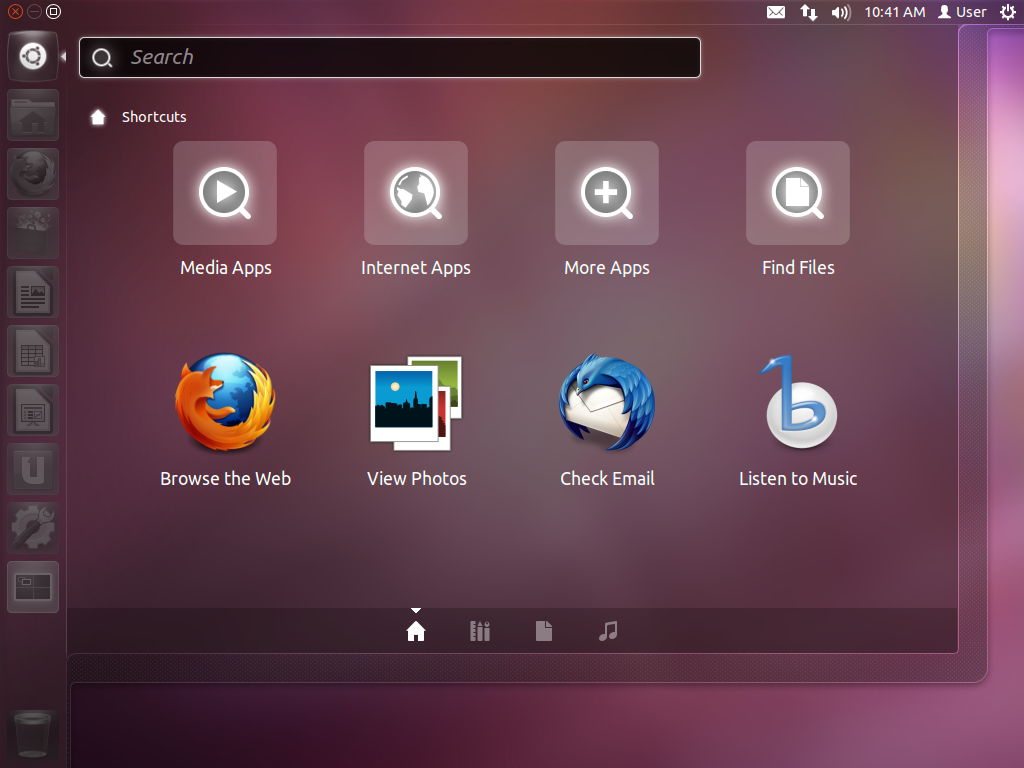
Ubuntu 11.10 (Oneiric Ocelot)

Ubuntu 11.10（Oneric Ocelot）は、2011年10月13日にリリースされた。このリリースから、PiTiVi動画エディタがUbuntuのISOファイルから除かれたほか、Synapticパッケージマネージャも削除され、オプションで提供される形となった。また、Mozilla ThunderbirdはGNOME Evolutionに置き換えられている。

### Ubuntu 12.04 LTS (Precise Pangolin)

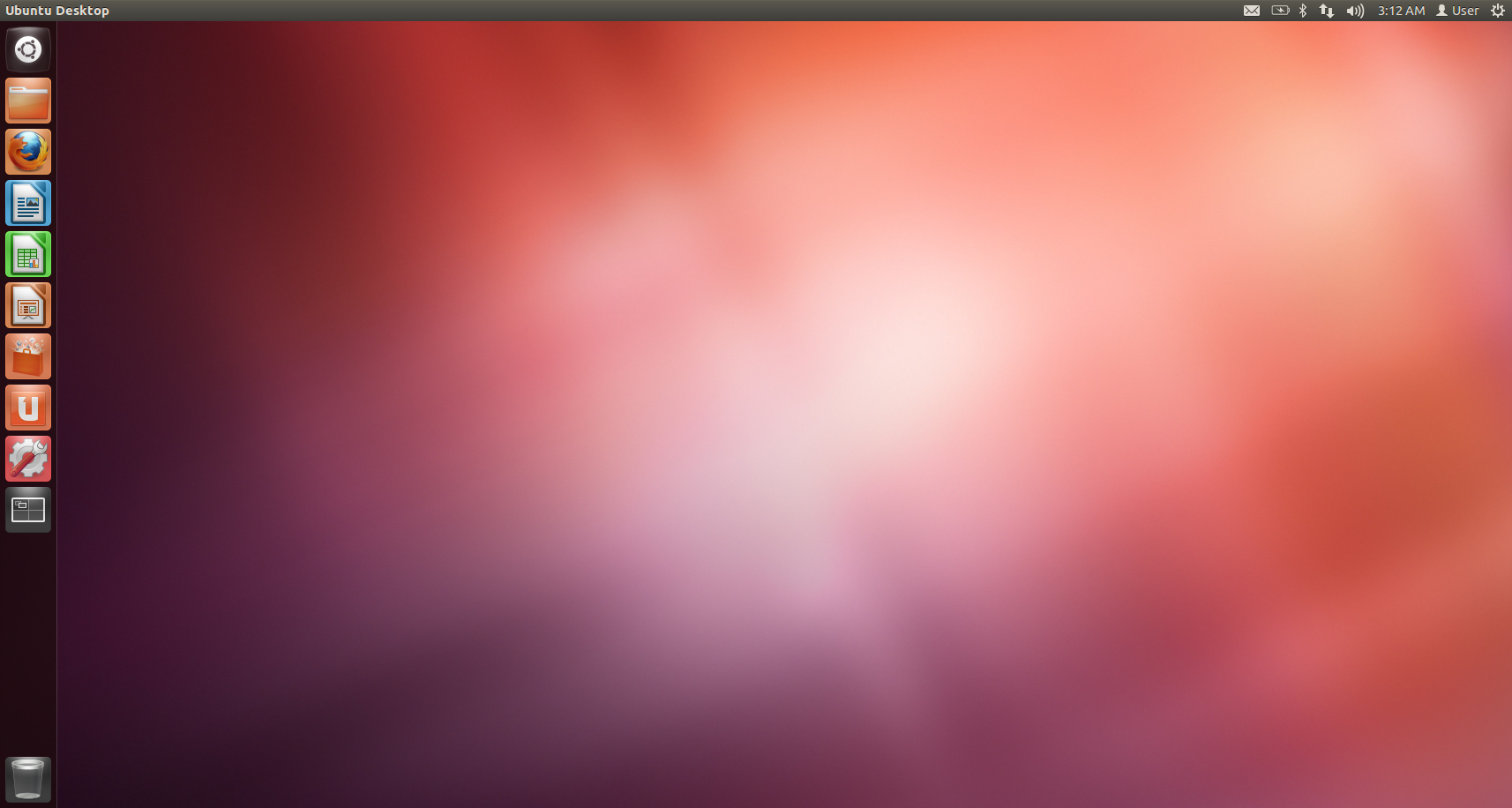
Ubuntu 12.04 (Precise Pangolin)

Ubuntu 12.04（Precise Pangolin）は、2012年4月26日にリリースされた。本リリースはLTS版である。Ubuntu Software CenterやUnityに改良が加えられたほか、BansheeからRhythmboxにデフォルトの音楽プレーヤーが戻された。Ubuntu 12.04は、IPv6 privacy extensionsがデフォルトで有効化されている最初のバージョンである。

### Ubuntu 12.10 (Quantal Quetzal)

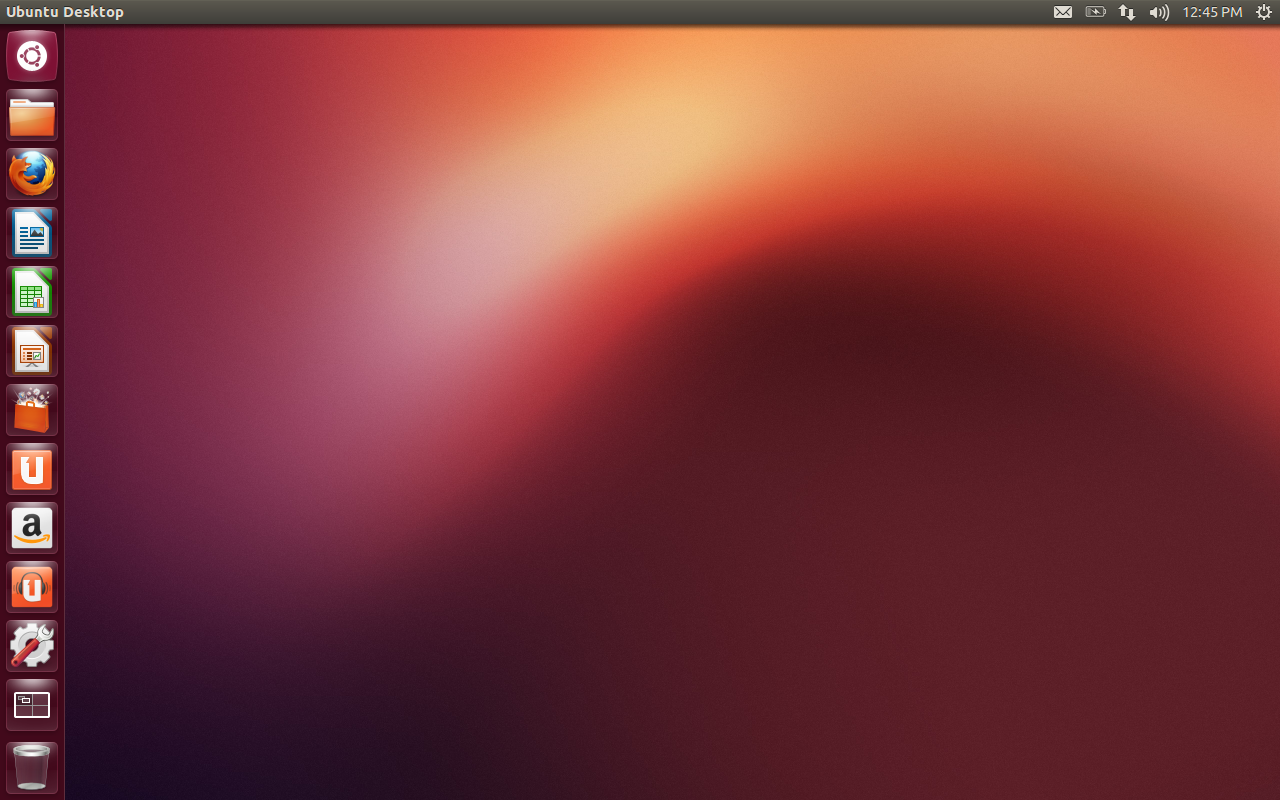
Ubuntu 12.10 (Quantal Quetza)

Ubuntu 12.10（Quantal Quetzal）は、2012年10月18日にリリースされた。このリリースには、Ubuntu Web Appsが含まれ、Amazon.comの検索機能を標準で含んでいた（この機能はユーザーによってGUIで設定できるようになっている）。この機能の是非については、様々な議論が行われた。

### Ubuntu 13.04 (Raring Ringtail)

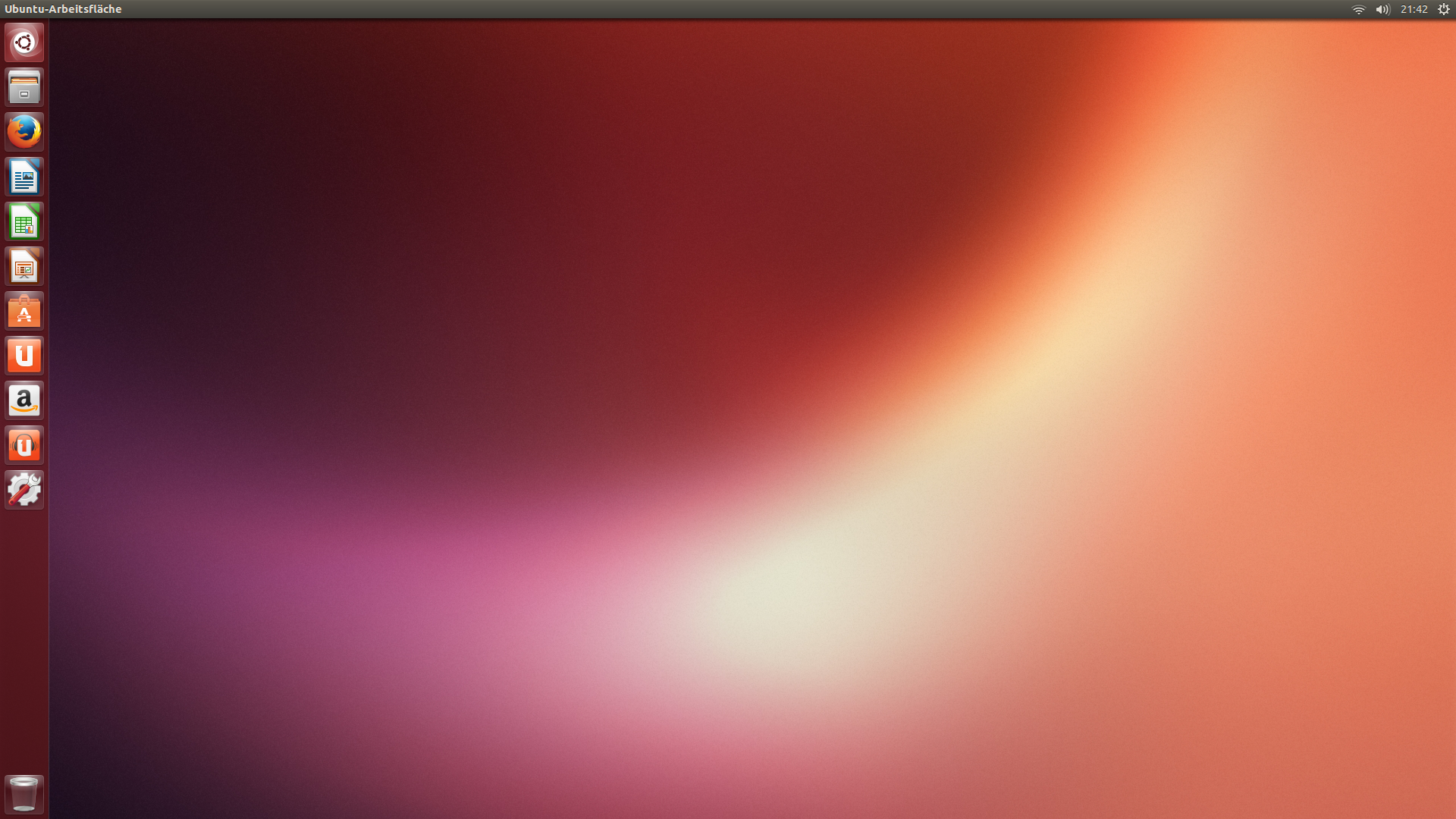
Ubuntu 13.04 (Raring Ringtail)

Ubuntu 13.04（Raring Ringtail）は、2013年4月25日にリリースされた。このリリースでは、通常サポートの期間が18ヶ月から9ヶ月に短縮されたほか、WubiインストーラーがWindows 8環境との互換性のなさなどから削除された。

### Ubuntu 13.10 (Saucy Salamander)

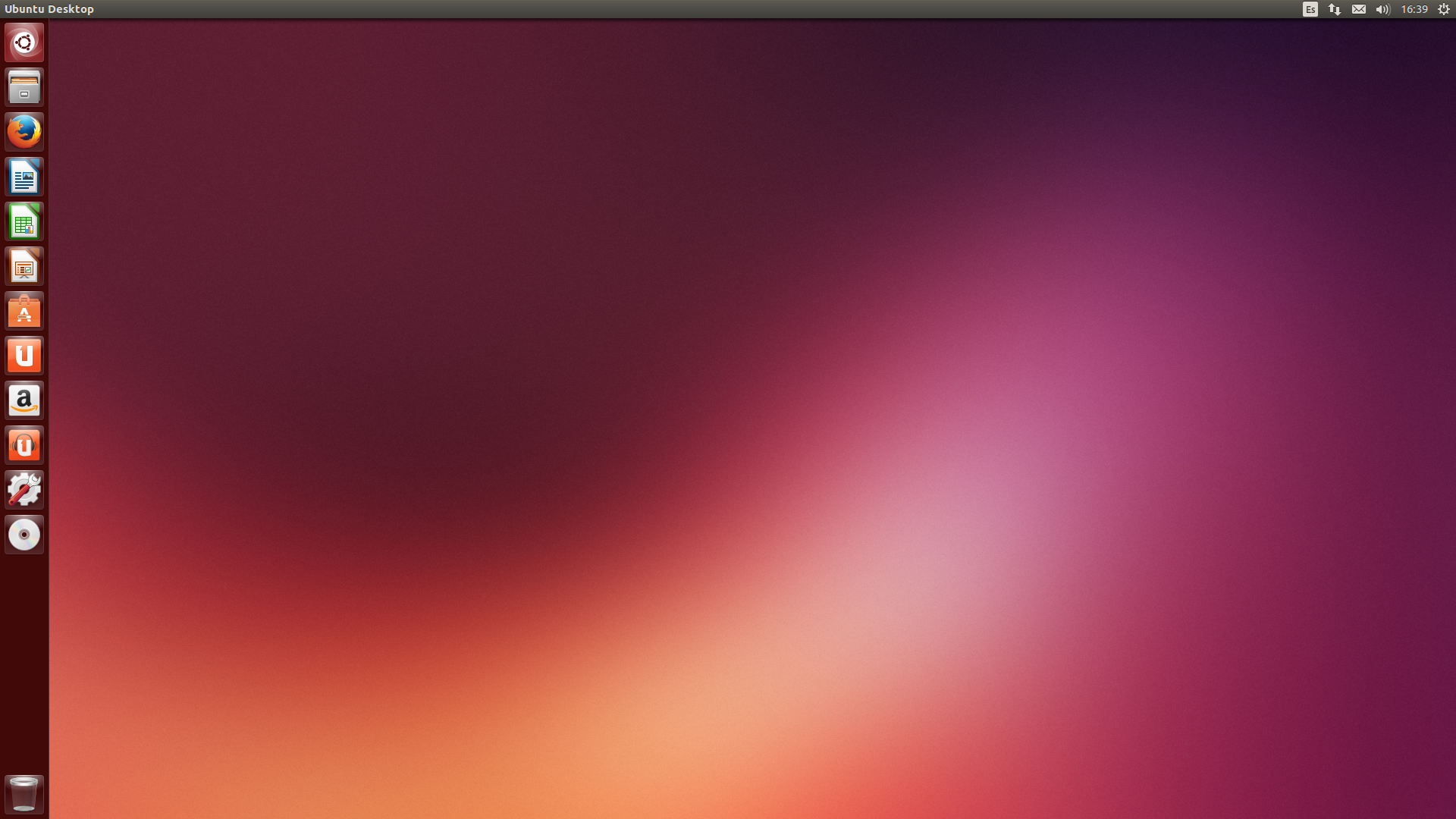
Ubuntu 13.10 (Saucy Salamander)

Ubuntu 13.10（Saucy Salamander）は、2013年10月17日にリリースされた。このリリースでは、デフォルトのブラウザをMozilla FirefoxからChromiumに変更することが考慮されたが、パッケージアップデートのタイミングの問題などから、Firefoxが継続して用いられることになった。また、MirディスプレイサーバーによるX11の置き換えが計画されたが、標準での置き換えは延期されている。

### Ubuntu 14.04 LTS (Trusty Tahr)

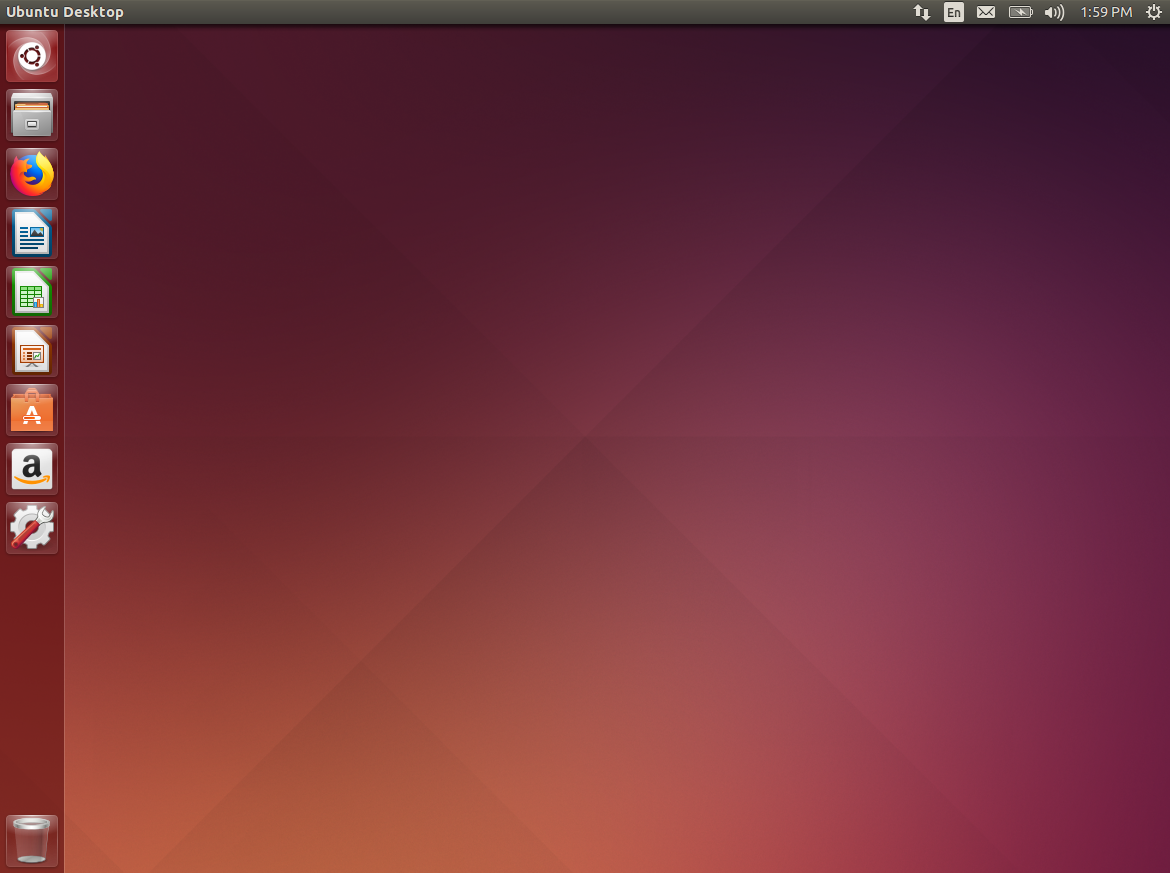
Ubuntu 14.04 (Trusty Tahr)

Ubuntu 14.04 LTS（Trusty Tahr）は、2014年4月17日にリリースされた。本リリースはLTS版である。このリリースでは、Nexus 7やNexus 10のようなタブレットへのインターフェースの対応にフォーカスが当てられ、デスクトップへの変更は少数に留まった。また、本リリースではGNOME Control CenterをフォークしたUnity Control Ceterが導入されたほか、SSDのTRIMが標準でサポートされた。

### Ubuntu 14.10 (Utopic Unicorn)

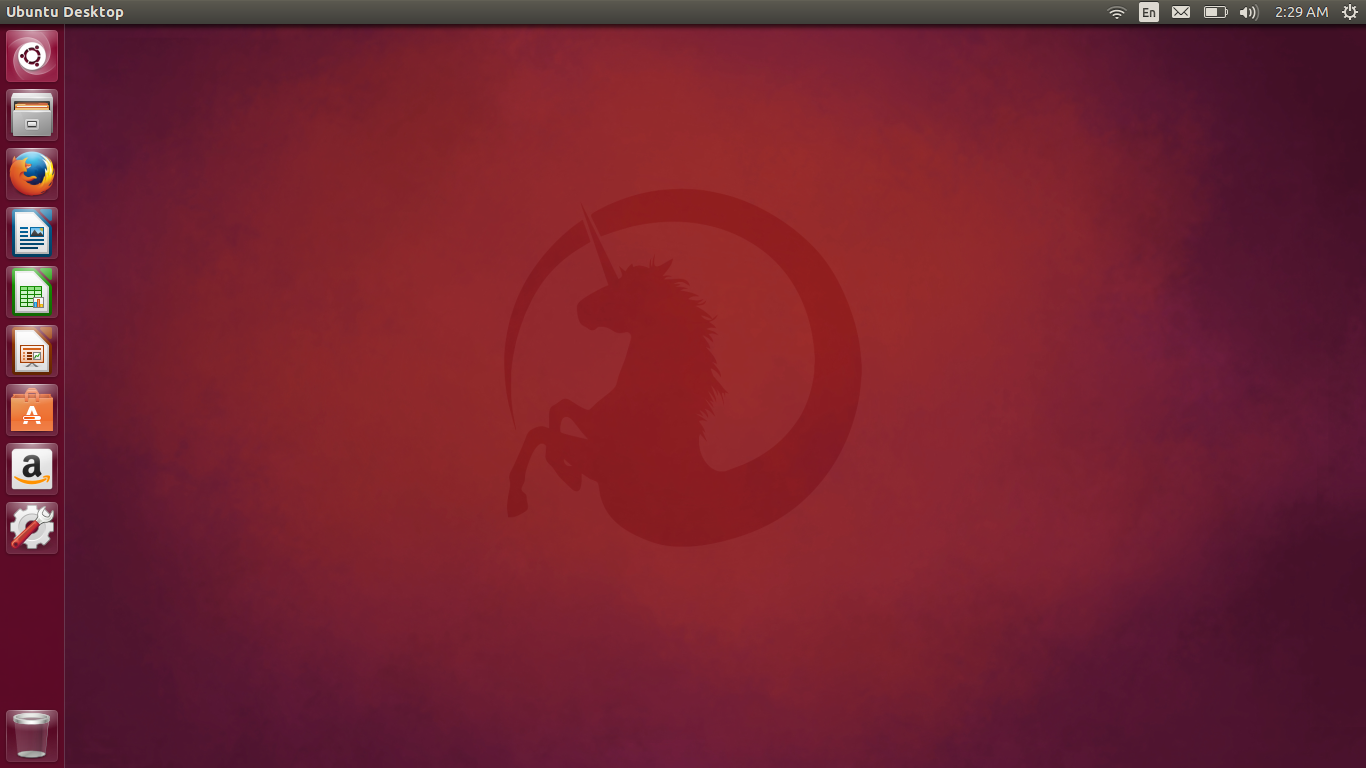
Ubuntu 14.10 (Utopic Unicorn)

Ubuntu 14.10（Utopic Unicorn）は、2014年10月23日にリリースされた。本リリースは、公式にバグ修正とクオリティの向上に焦点が当てられ、新機能の追加は小規模なものとなった。

### Ubuntu 15.04 (Vivid Vervet)

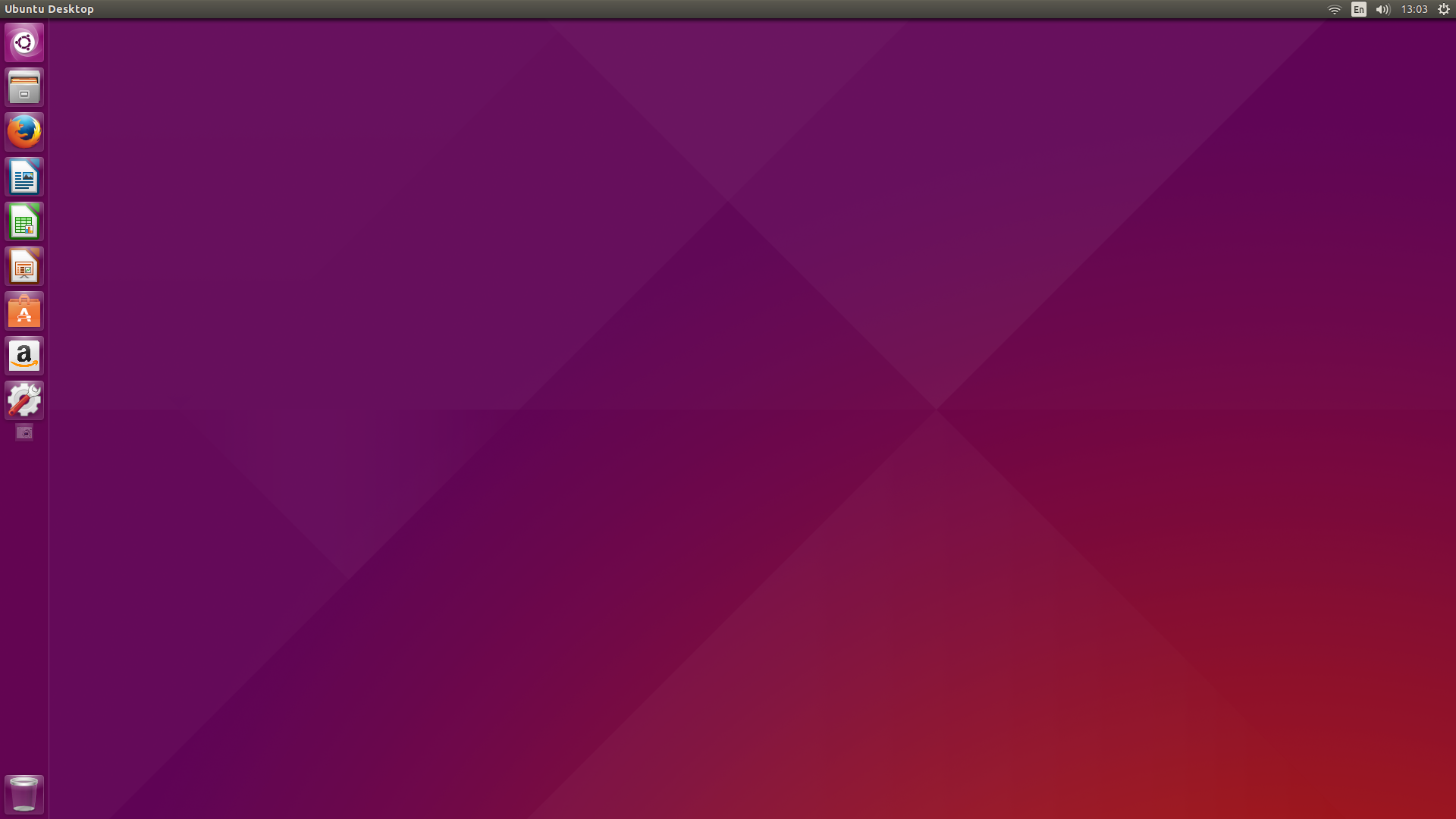
Ubuntu 15.04 (Vivid Vervet)

Ubuntu 15.04（Vivid Vervet）は、2015年4月23日にリリースされた。このリリースでは、systemdがupstartに変わってデフォルトとなったほか、以前のグローバルメニューがローカルに統合されたメニューで置き換えられた。また、本リリースは、Intel Haswellに対するグラフィック性能の改善や、AMD Radeonカードに対するサポートの改善などが含まれている。

### Ubuntu 15.10 (Wily Werewolf)

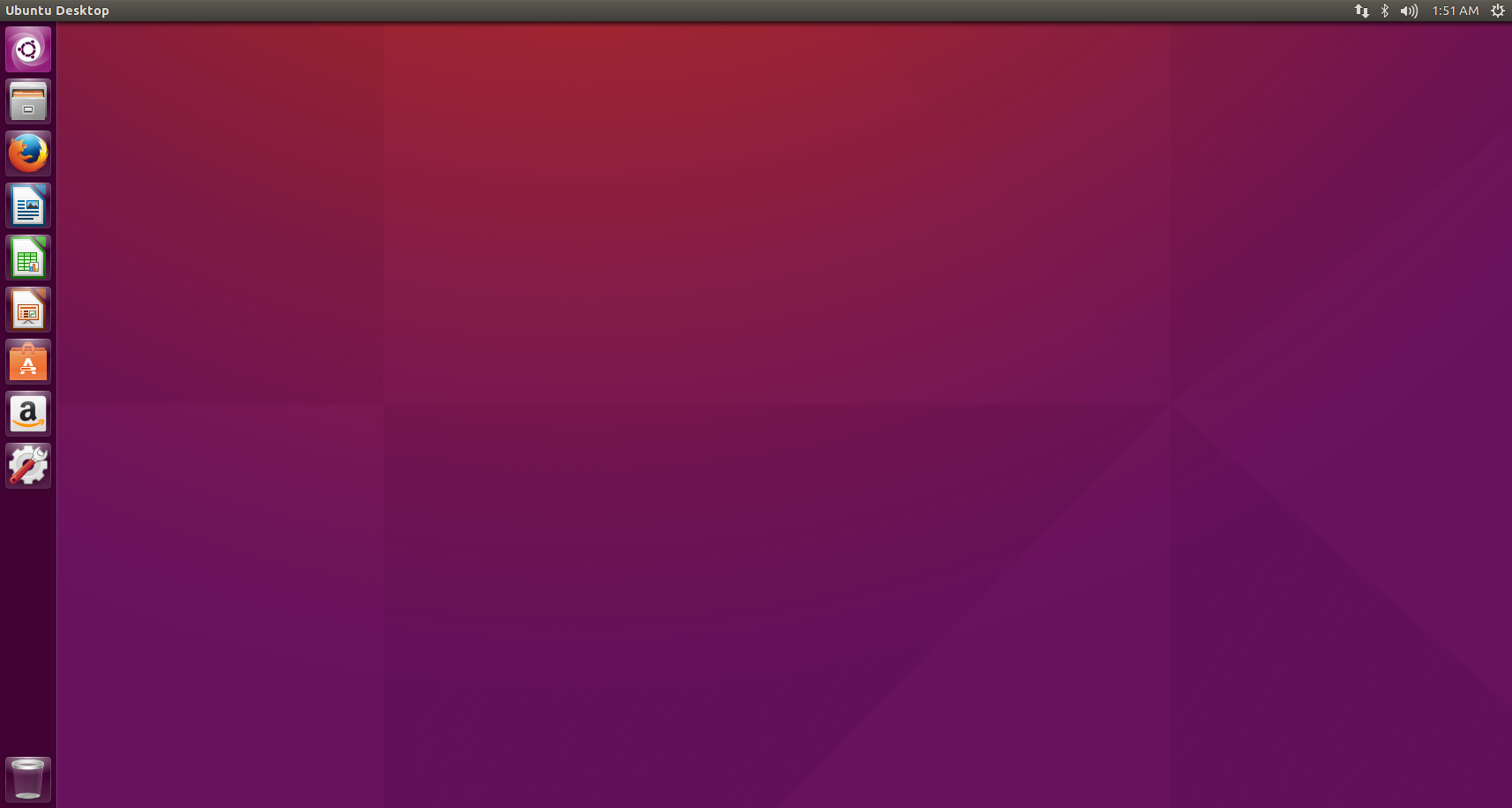
Ubuntu 15.10 (Wily Werewolf)

Ububtu 15.10（Wily Werewolf）は、2015年10月22日にリリースされた。このリリースでは、アップストリームのGNOMEのスクロールバーに合わせて、スクロールバーに対する変更が加えられている。また、本リリースはMirを含んでリリースされることが意図されていたが、結局Mirなしでのリリースが行われた。

### Ubuntu 16.04 LTS (Xenial Xerus)

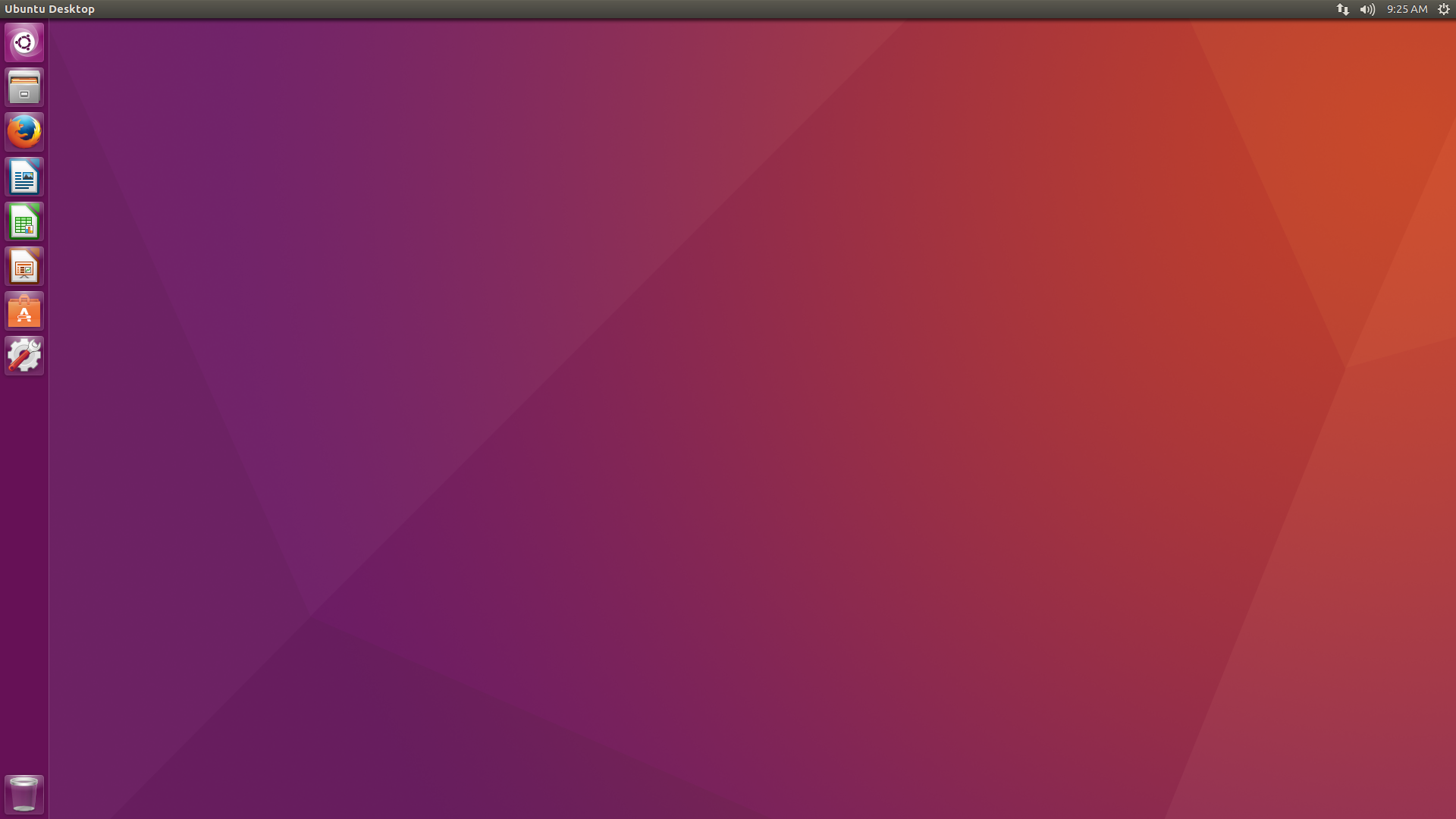
Ubuntu 16.04 LTS (Xenial Xerus)

Ubuntu 16.04 (Xenial Xerus)は、2016年4月21日にリリースされた。本リリースはLTS版である。このリリースでは、デフォルトのデスクトップ環境はUnity 7のままだが、Unity 8がオプションとして提供された。また、本リリースでは、CephとZFSのサポートや、LXD、Snapパッケージのサポートなども追加されている。

### Ubuntu 16.10 (Yakkety Yak)

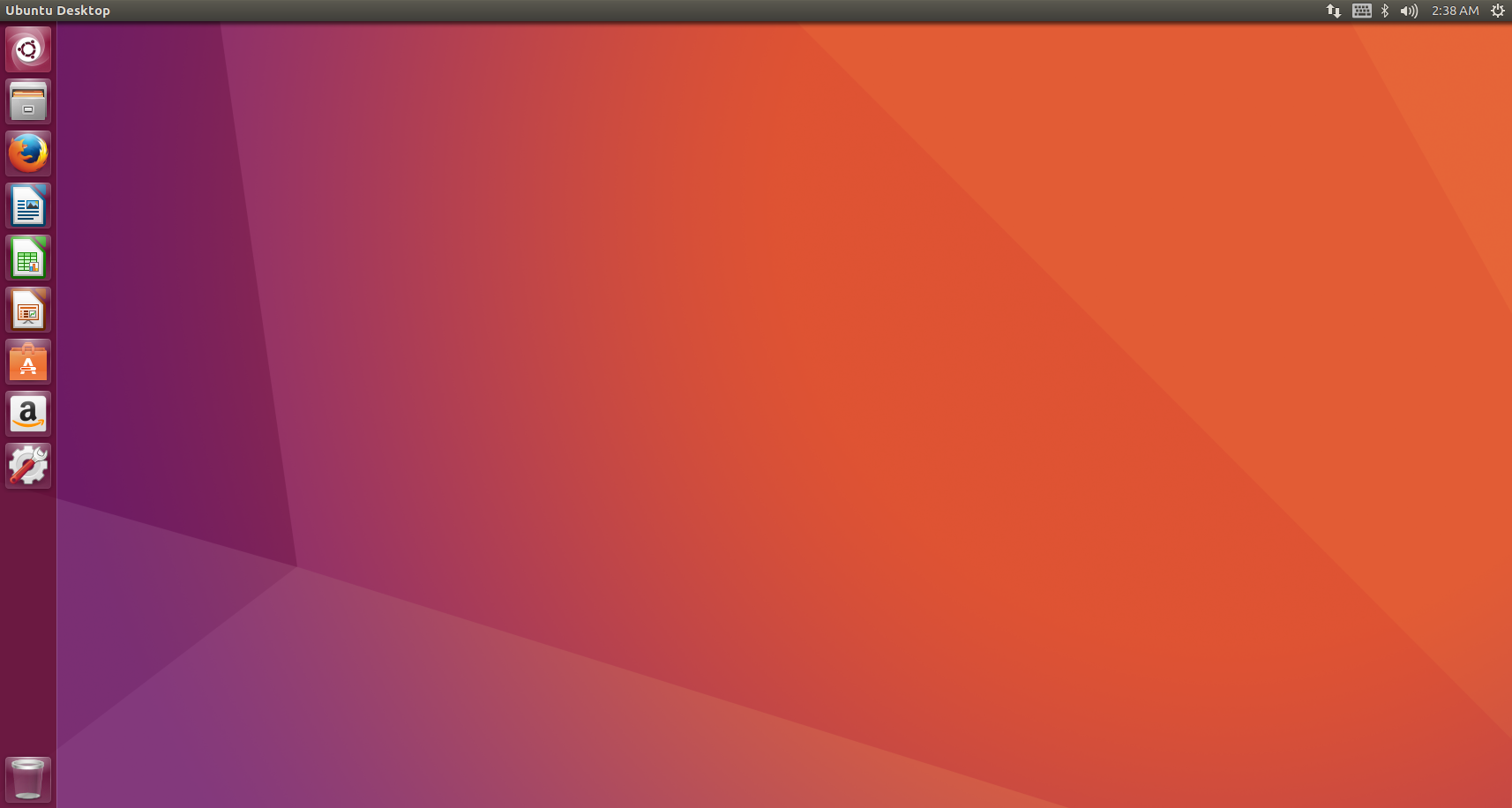
Ubuntu 16.10 (Yakkety Yak)

Ubuntu 16.10（Yakkety Yak）は、2016年10月13日にリリースされた。本リリースは依然としてUnity 7のメンテナンスバージョンを用いているが、Unity 8のパッケージがISOに含まれているため、ユーザーはこれをテストすることができる。

### Ubuntu 17.04 (Zesty Zapus)

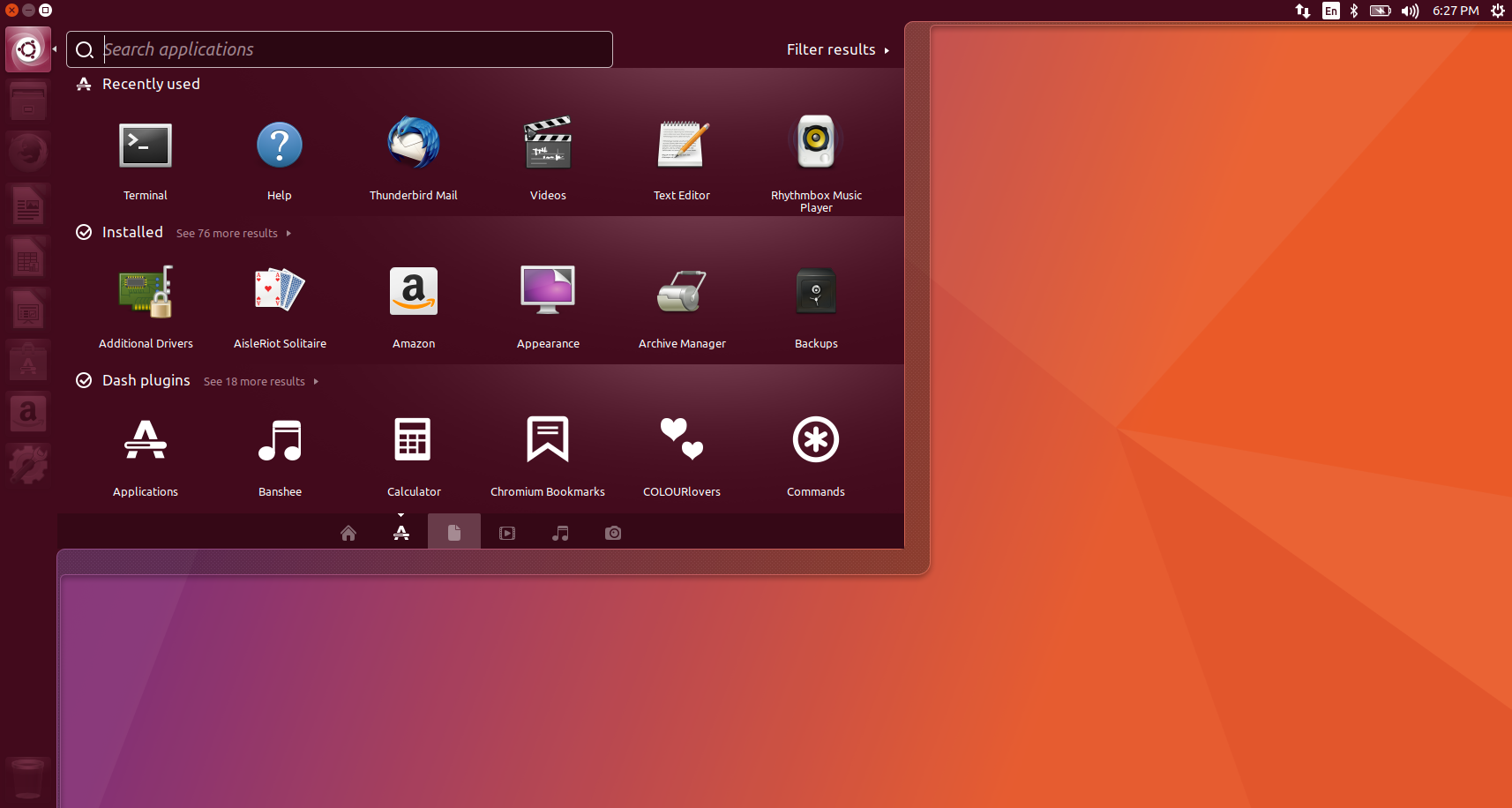
Ubuntu 17.04 (Zesty Zapus)

Ubuntu 17.04（Zesty Zapus）は、2017年4月13日にリリースされた。このリリースでは、アップストリームのDebianプロジェクトでの変更に倣い、PowerPC（32ビット）アーキテクチャのサポートが廃止された。また、標準のDNSリゾルバーがsystemd-resolvedに変更されている。

### Ubuntu 17.10 (Artful Aardvark)

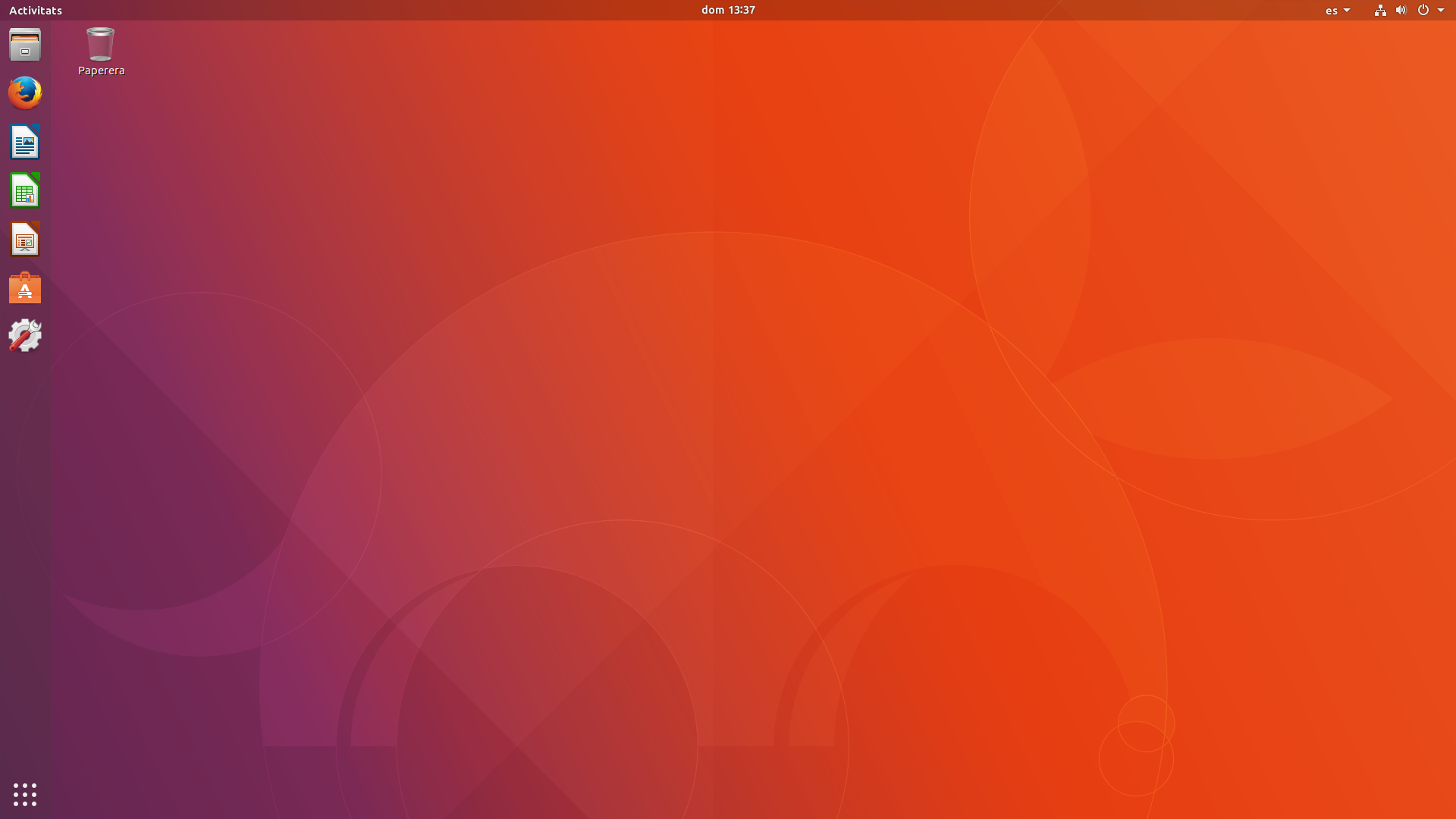
Ubuntu 17.10 (Artful Aardvark)

Ubuntu 17.10（Artful Aardvark）は、2017年10月19日にリリースされた。このリリースは、UbuntuがGNOME Shellインターフェースを使う最初のリリースであり、またX11がWaylandに置き換えられている。また、このリリースでは32ビットのデスクトップイメージが廃止されたが、minimal ISOを用いることにより、依然として32ビットシステムをインストールすることはできる。

### Ubuntu 18.04 LTS (Bionic Beaver)

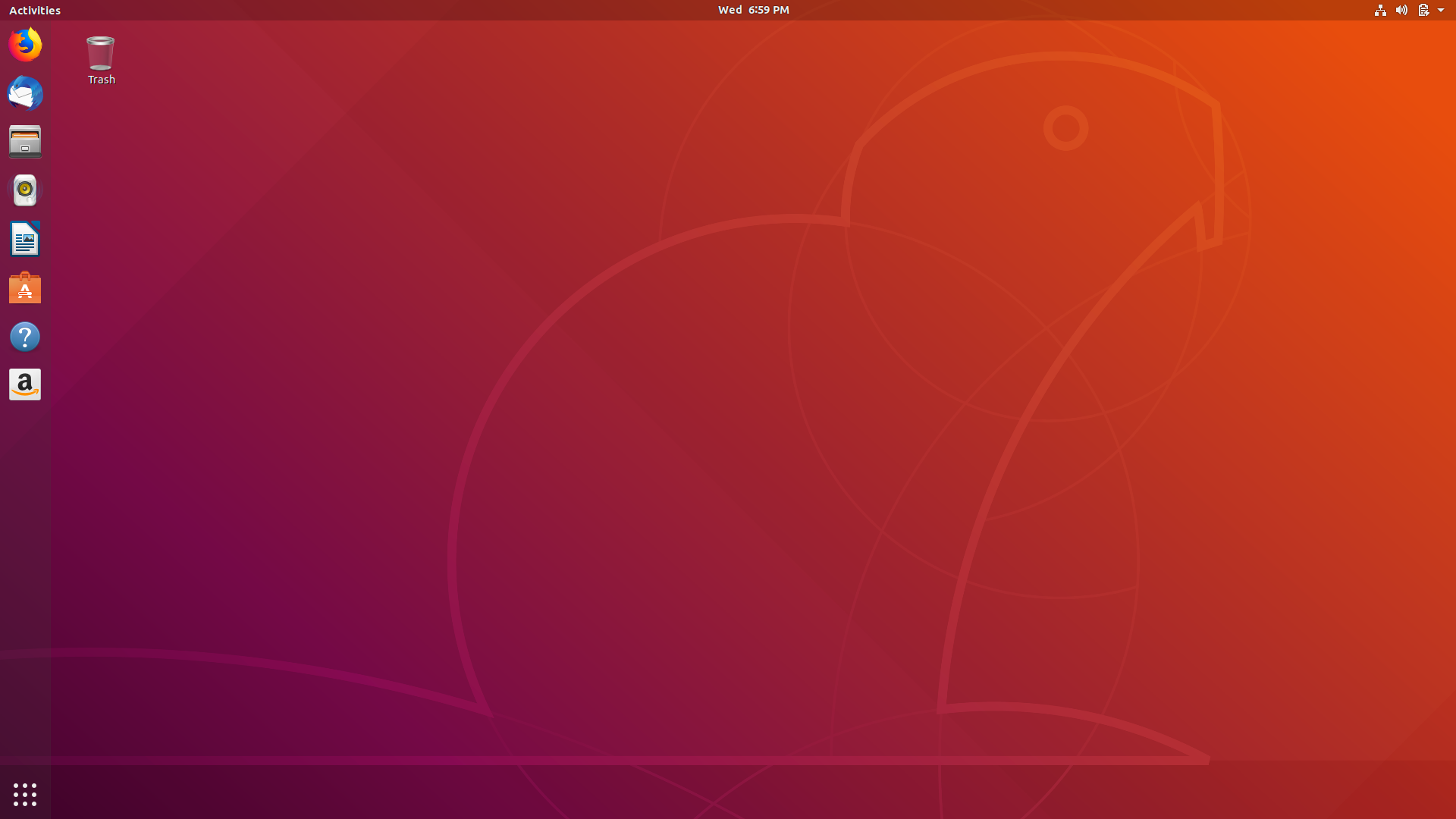
Ubuntu 18.04 LTS (Bionic Beaver)

Ubuntu 18.04（Bionic Beaver）は、2018年4月26日にリリースされた。本リリースはLTS版である。本リリースでは、新しいテーマが導入されることが計画されていたが、バグの修正などが未完了のため、新しいテーマの導入は見送られた。また、新しいTo-Doアプリが追加されたほか、インストーラーに"Minimal Install"オプション（ブラウザや基本的なツールのみをインストールする）が追加されている。

### Ubuntu 18.10 (Cosmic Cuttlefish)

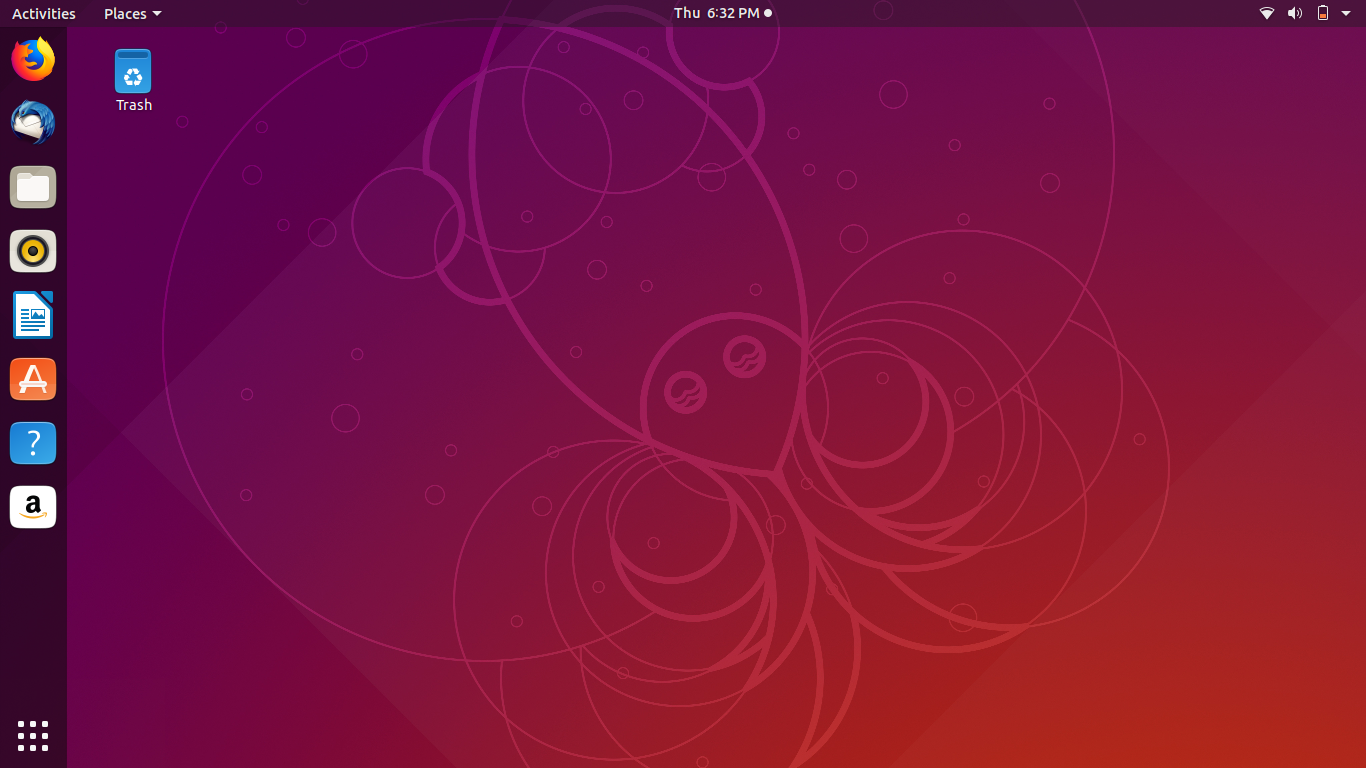
Ubuntu 18.10 (Cosmic Cuttlefish)

Ubuntu 18.10（Cosmic Cuttlefish）は、2018年10月18日にリリースされた。本リリースでは、Zstandardとして知られる新たなロスレス圧縮方式を利用することにより、インストールのスピードが改善されている。また、プリインストールされているSnapアプリケーションの起動速度が改善されている。

### Ubuntu 19.04 (Disco Dingo)

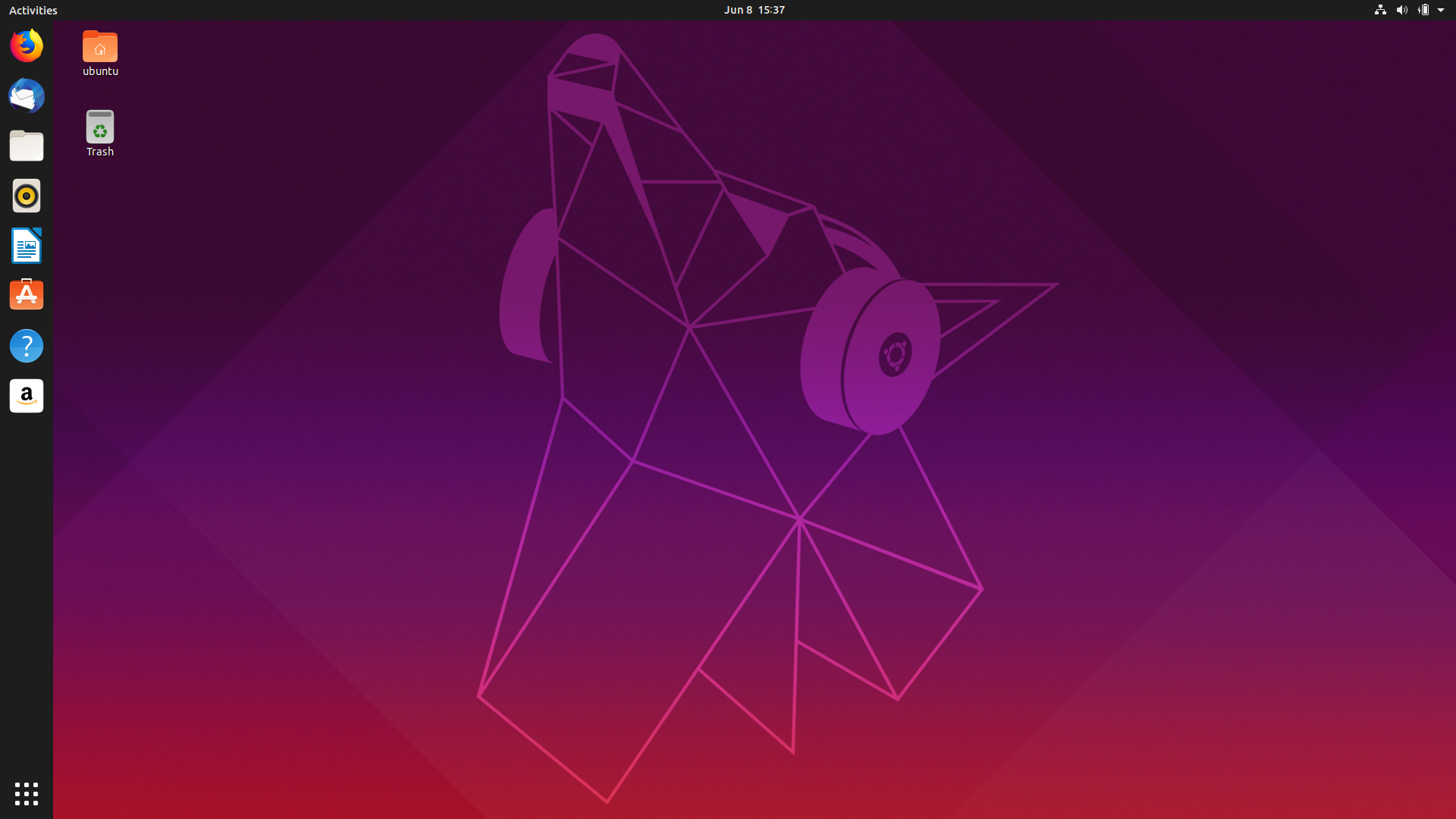
Ubuntu 19.04 (Disco Dingo)

Ubuntu 19.04（Disco Dingo）は、2019年4月18日にリリースされた。本リリースは、Linuxカーネル 5.0を用いており、AMD FreeSyncテクノロジや、Adiantum暗号化、Btrfsスワップファイル、多くのUSB 3.2などのサポート、USB Type-C対応の改善などが実施されている。

### Ubuntu 19.10 (Eoan Ermine)

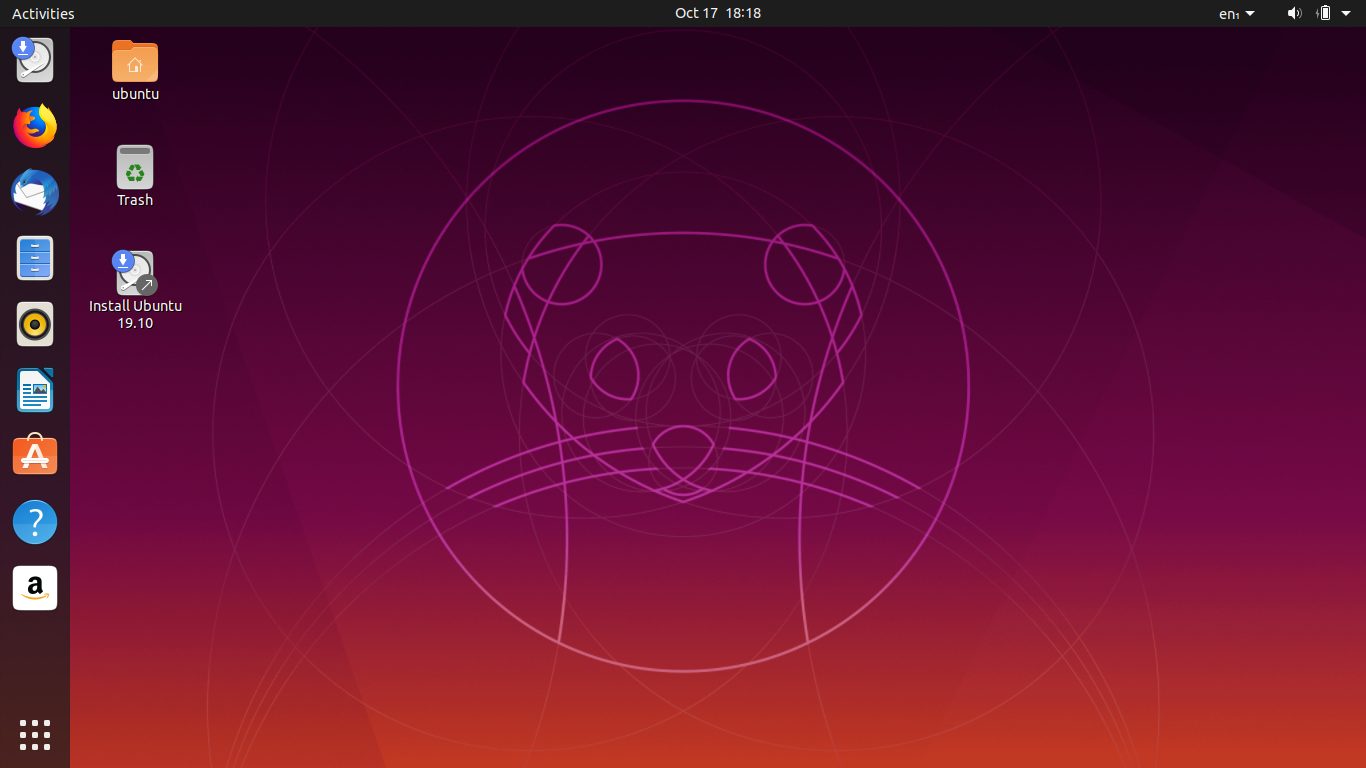
Ubuntu 19.10 (Eoan Ermine)

Ubuntu 19.10（Eoan Ermine）は、2019年10月17日にリリースされた。本リリースは、Ryzenマザーボードへの対応などを含むLinuxカーネル 5.3を含むほか、ZFSの試験的なサポートなどの機能が追加された。

### Ubuntu 20.04 LTS (Focal Fossa)

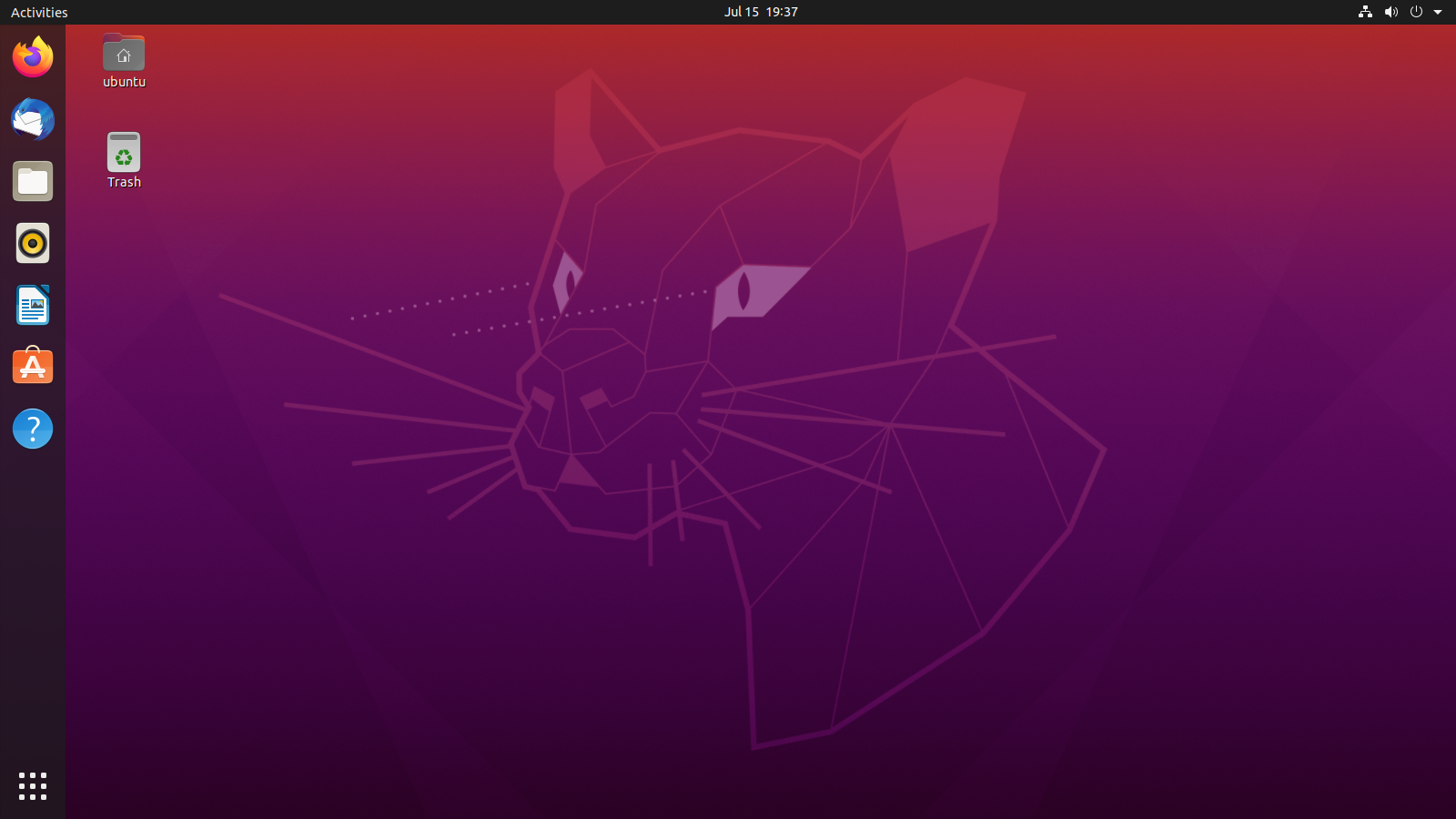
Ubuntu 20.04 LTS (Focal Fossa)

Ubuntu 20.04（Focal Fossa）は、2019年秋時点で2020年4月23日にリリース予定。予定通り同日にリリースが行われた。本リリースは、18.04以来2年ぶりとなるLTSリリースで5年間のサポートが提供されるほか、ESM（Extended Security Maintenance）プログラムを利用すると、最長10年のサポートが受けられる。機能的には、新たなVPNの方式であるWireGuardへの対応が行われたほか、サーバーの自動インストール機能の追加が行われた。また、デスクトップ関連ではGNOME 3.36が採用され、パフォーマンスが改善されたほか、ロック画面やフォルダアイコン、ブートスプラッシュのデザインが変更され、デスクトップテーマはライトテーマとダークテーマを選択できるようになった。

### Ubuntu 20.10 (Groovy Gorilla)

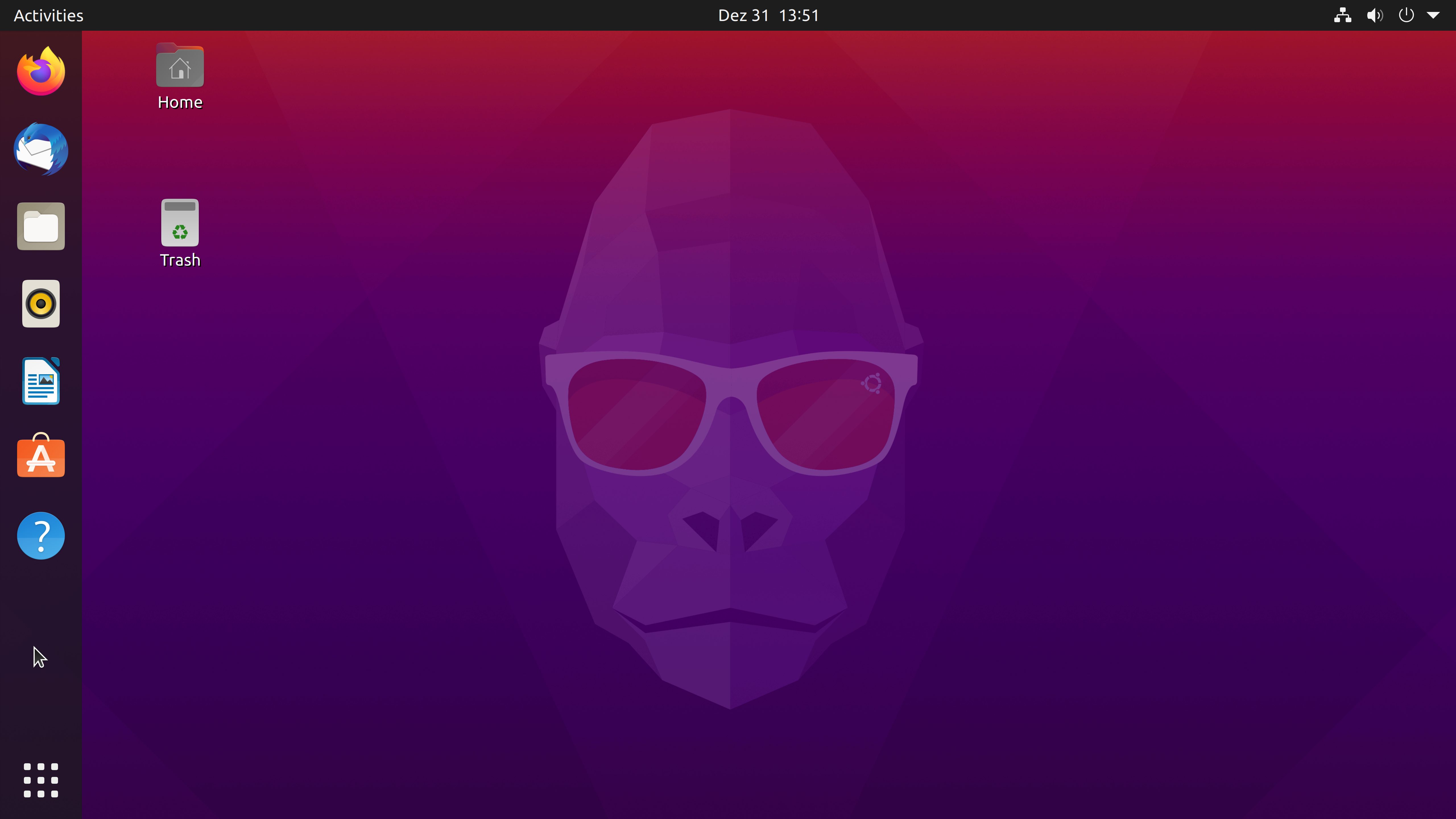
Ubuntu 20.10 (Groovy Gorilla)

Ubuntu 20.10 (Groovy Gorilla) は、2020年10月22日にリリースされた。このバージョンで初めて Ubuntu Desktop が Raspberry Pi 2、3、4に対応した。また、デスクトップ環境は GNOME 3.38 が採用された。GNOME 3.38の変更点として、アプリケーション一覧を表示したときの常用タブがなくなった。それに伴い、アプリケーション一覧のアプリケーションのアイコンをスマートフォンのように、並び変えることができるようになった。またバッテリー残量のパーセンテージ表示ができるようになった。

### Ubuntu 21.04 (Hirsute Hippo)

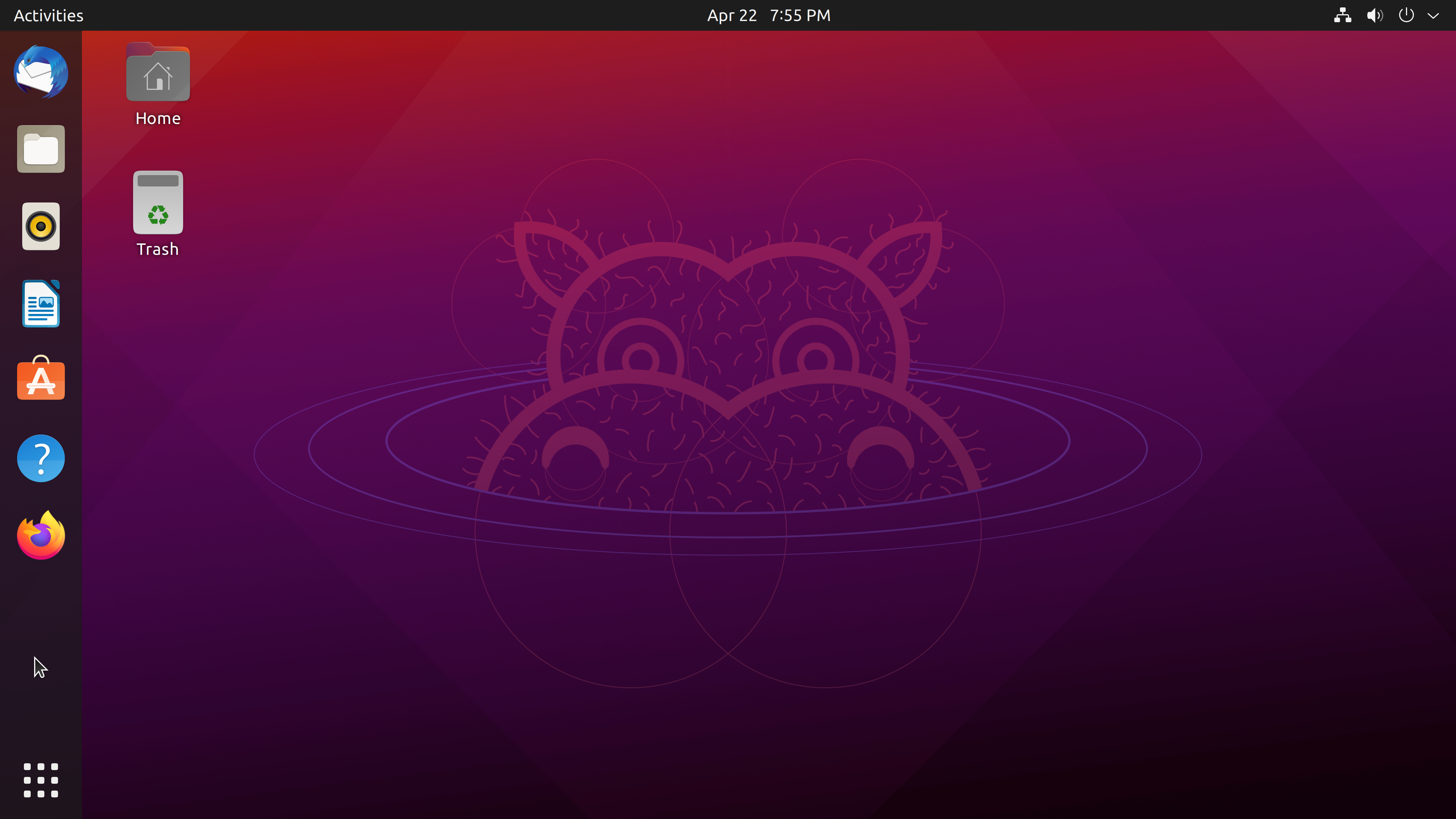
Ubuntu 21.04 (Hirsute Hippo)

Ubuntu 21.04 (Hirsute Hippo)は2021年4月22日にリリースされた。ディスプレイサーバがX Window SystemからWaylandに変更された。ログイン画面でX Window Systemに切り替えることも可能である。デスクトップ環境は20.10と同じ、GNOME 3.38が使用された。しかし、一部アプリケーションは、GNOME 40 のものが使われている。また、ファイラーとデスクトップの間でのドラッグ・アンド・ドロップが可能になった。デフォルトで他のユーザーのホームディレクトリを読み込むことができない設定になった。

### Ubuntu 21.10 (Impish Indri)

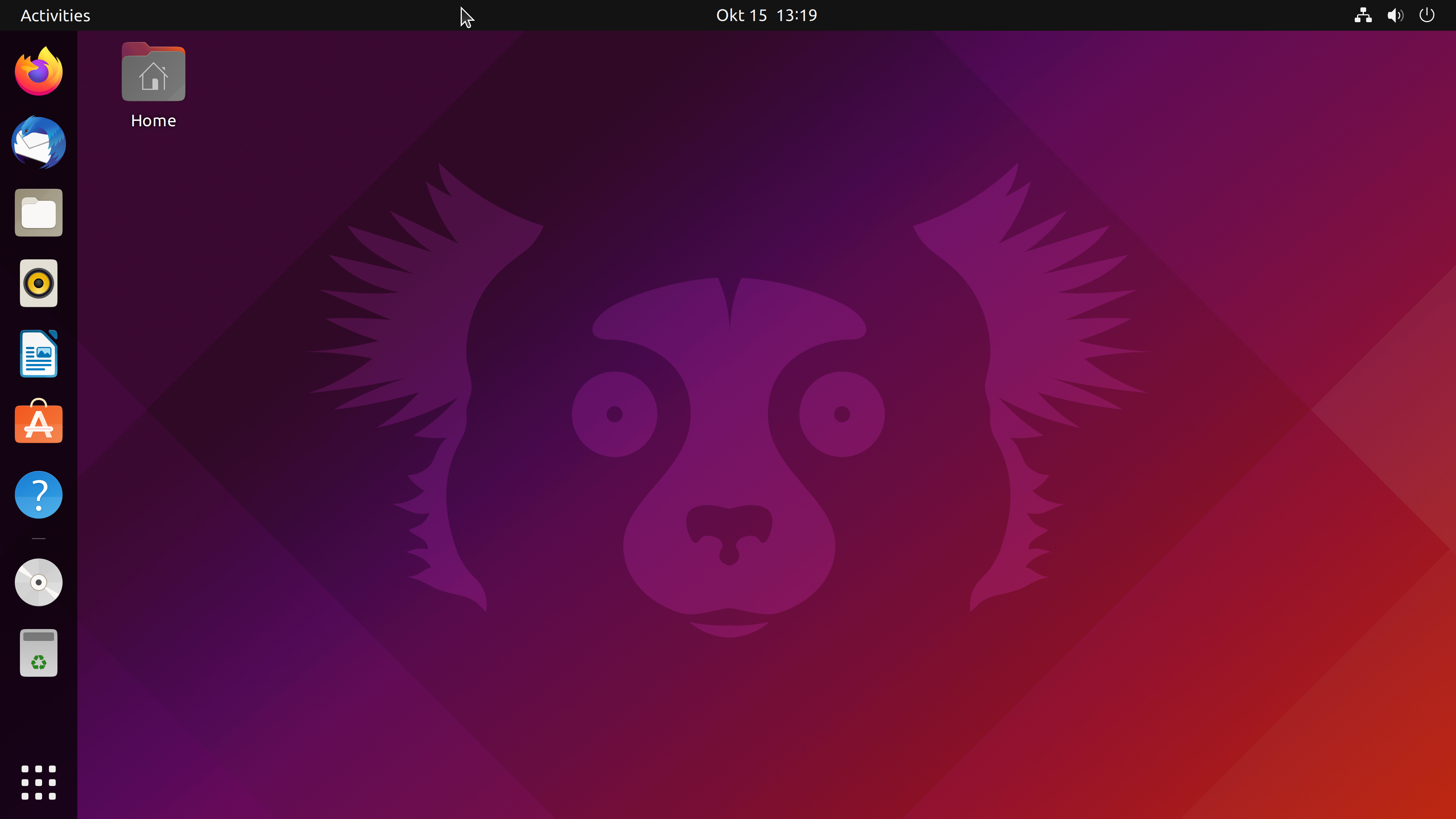
Ubuntu 21.10 (Impish Indri)

Ubuntu 21.10 (Impish Indri)は2021年10月14日にリリースされた。デスクトップ環境はGNOME40が採用された。(リリース時点での最新バージョンのGNOME41)これに伴い、仮想デスクトップのワークスペースの切り替えが横方向になったり、アプリ一覧の画面にもワークスペースが表示されたり、UbuntuDockに追加されているアプリケーションはアプリ一覧に表示されなくなったりした。また、今までのダークとライトの混合テーマがなくなり、ダークとライトテーマのみとなった。UbuntuDockでは、前バージョンまではデスクトップにあったゴミ箱が、UbuntuDockに表示されるようになったり、お気に入りに登録されているアプリケーションのアイコンと、現在開いているアプリケーションの間に、区切りの線が表示されるようになったりした。また、プリインストールされているMozilla FireFoxが、DebパッケージからSnapパッケージでの提供に変更された。

### Ubuntu 22.04 LTS（Jammy Jellyfish）

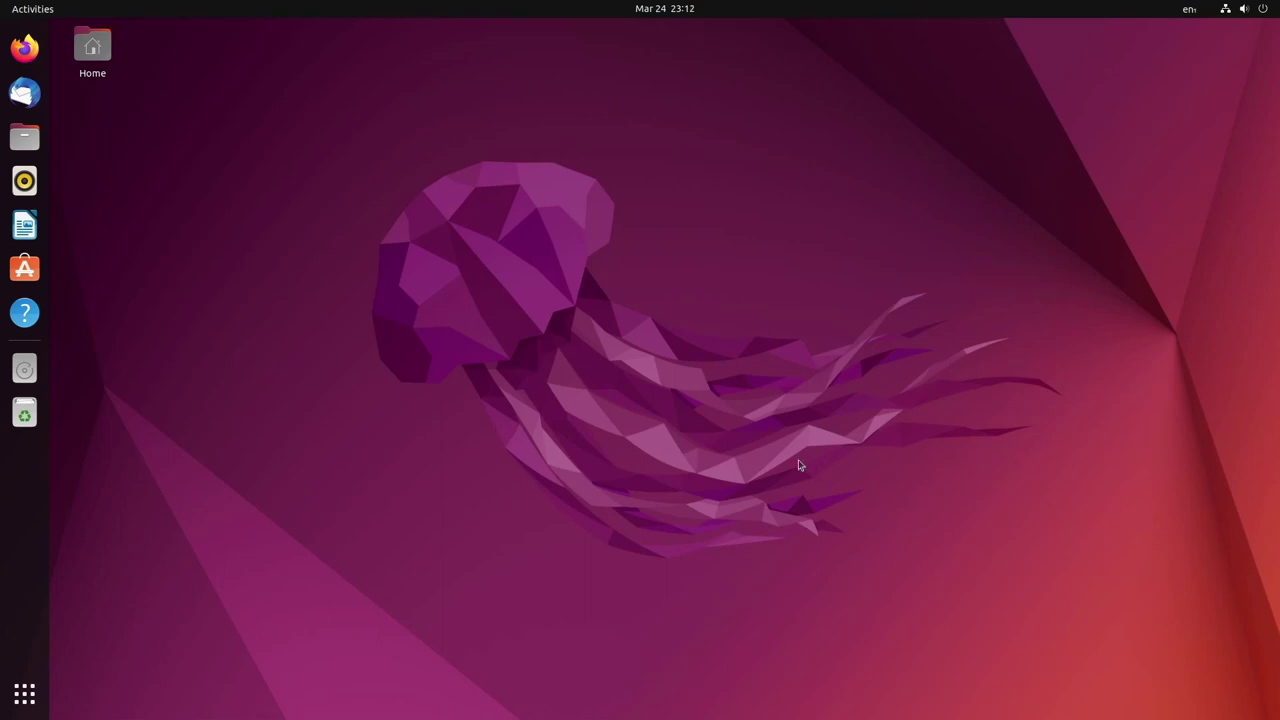
Ubuntu 22.04 LTS (Jammy Jellyfish)

Ubuntu 22.04(Jammy Jellyfish)は2022年4月21日にリリースされた。デスクトップ環境はGNOME42が採用された。スクリーンショットツールやアクセントカラー選択機能が追加された。また、多くの環境でWaylandがデフォルトディスプレイサーバーに設定され、パフォーマンスやセキュリティ面での向上が実現された(Xorgも利用可能)Linux Kernel 5.15 の導入により、NTFSのネイティブサポートや最新ハードウェアへの対応が改善された。新たに加わった電力プロファイル機能により、性能重視と省電力モードの切り替えが可能となり、特にノートPCでの使用において利便性が向上している。Raspberry Pi 4 への対応も強化され、小型デバイス上での利用が現実的となった。

### Ubuntu 22.10（Kinetic Kudu）

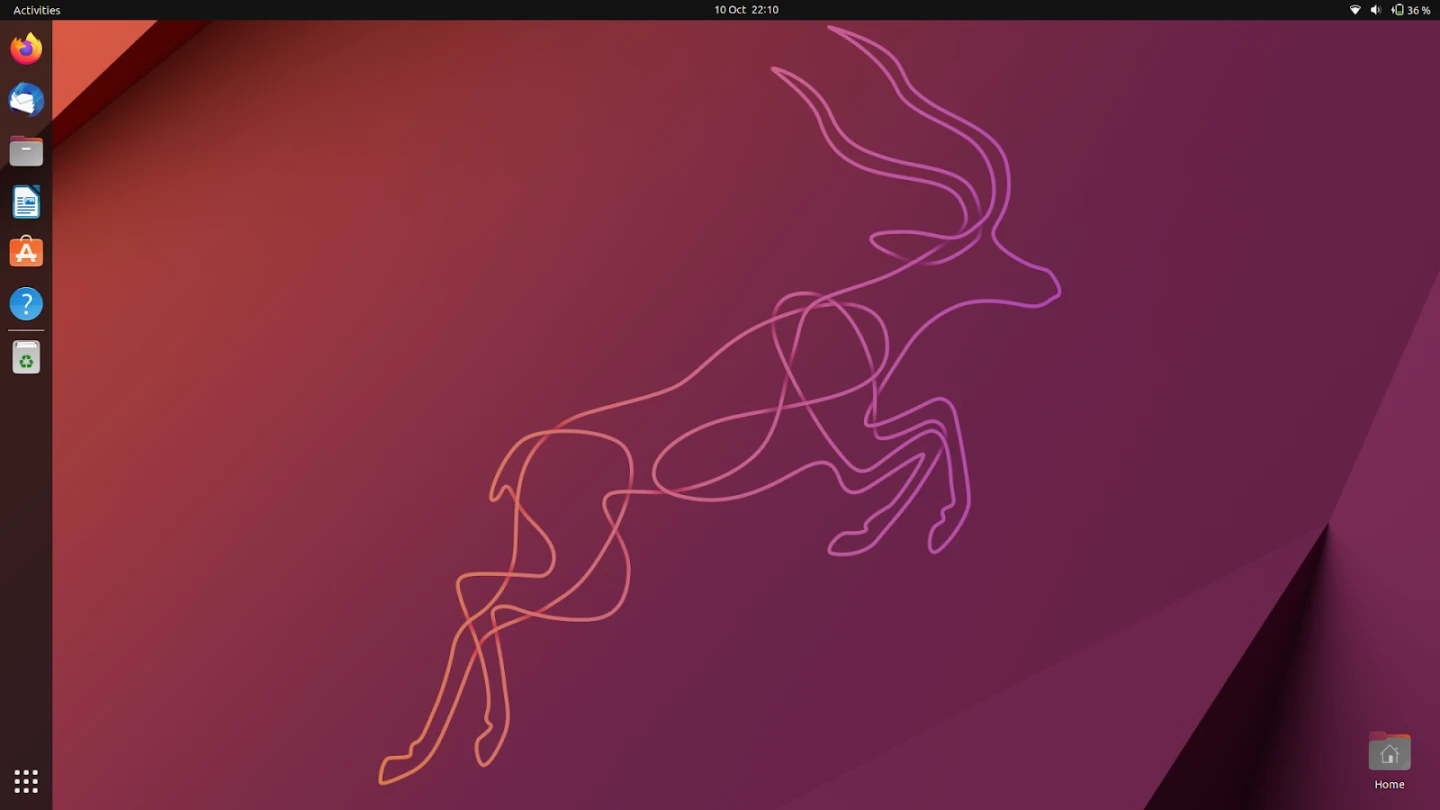
Ubuntu 22.10 (Kinetic Kudu)

Ubuntu 22.10 (Kinetic Kudu) は、2022年10月20日にリリースされた。デスクトップ環境として GNOME 43が採用され、クイック設定メニューやアダプティブデザインといった新機能が導入された。また、音声処理バックエンドとしてPulseAudioに代わりPipeWireを採用することで、パフォーマンスの向上と広範な互換性が実現した。音声デバイスの管理がより効率的になり、プロフェッショナルオーディオ環境でも安定性が向上している。カーネルにはLinux Kernel 5.19が採用され、新しいハードウェアへの対応や電力効率の改善が見られる。特に、Intel CPUを搭載したラップトップにおいてバッテリー寿命が延びるなど、省エネルギー性能が進化している。ネットワーク面ではWi-Fi管理ツールとしてwpa_supplicantに代わりIWDが採用され、Wi-Fi接続の信頼性と速度が向上した。さらに、テキストエディタが GeditからGNOMEの「テキストエディタ」に変更され、ユーザーエクスペリエンスが刷新された。GTK4の採用も進み、アプリケーション全体でパフォーマンスの向上やデザインの一貫性が図られた。Raspberry Piデバイスに対するサポートも強化され、小型デバイス上での使用がさらに安定し、特に教育やIoTプロジェクトへの適用が容易になった。

### Ubuntu 23.04（Lunar Lobster)

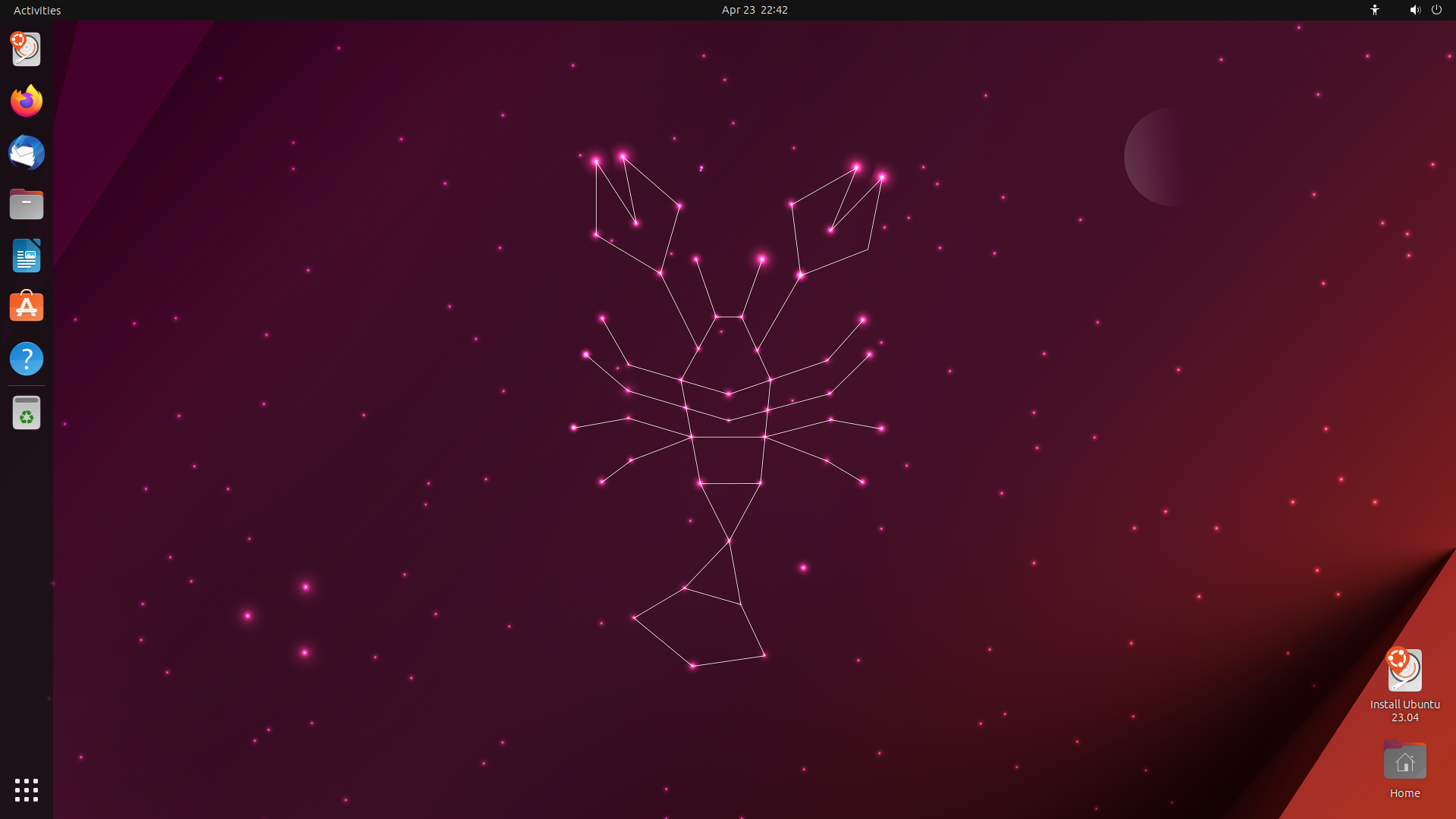
Ubuntu 23.04 (Lunar Lobster)

Ubuntu 23.04 (Lunar Lobster)は2023年4月20日にリリースされた。Flutterベースの新しいインストーラーが導入され、GNOME 44によるクイック設定メニューやBluetoothサブメニューの改善、GTKファイルピッカーでのサムネイル表示の追加など、ユーザー体験が向上した。また、Linux Kernel 6.2の採用により、最新ハードウェアのサポートやパフォーマンスの向上が実現されている。このタイミングでUbuntu Cinnamonが公式フレーバーとして追加され、Snapパッケージの更新プロセスが改善され、Steamの安定版Snap提供が開始された。Raspberry Piデバイスでの動作も最適化された。

### Ubuntu 23.10（Mantic Minotaur）

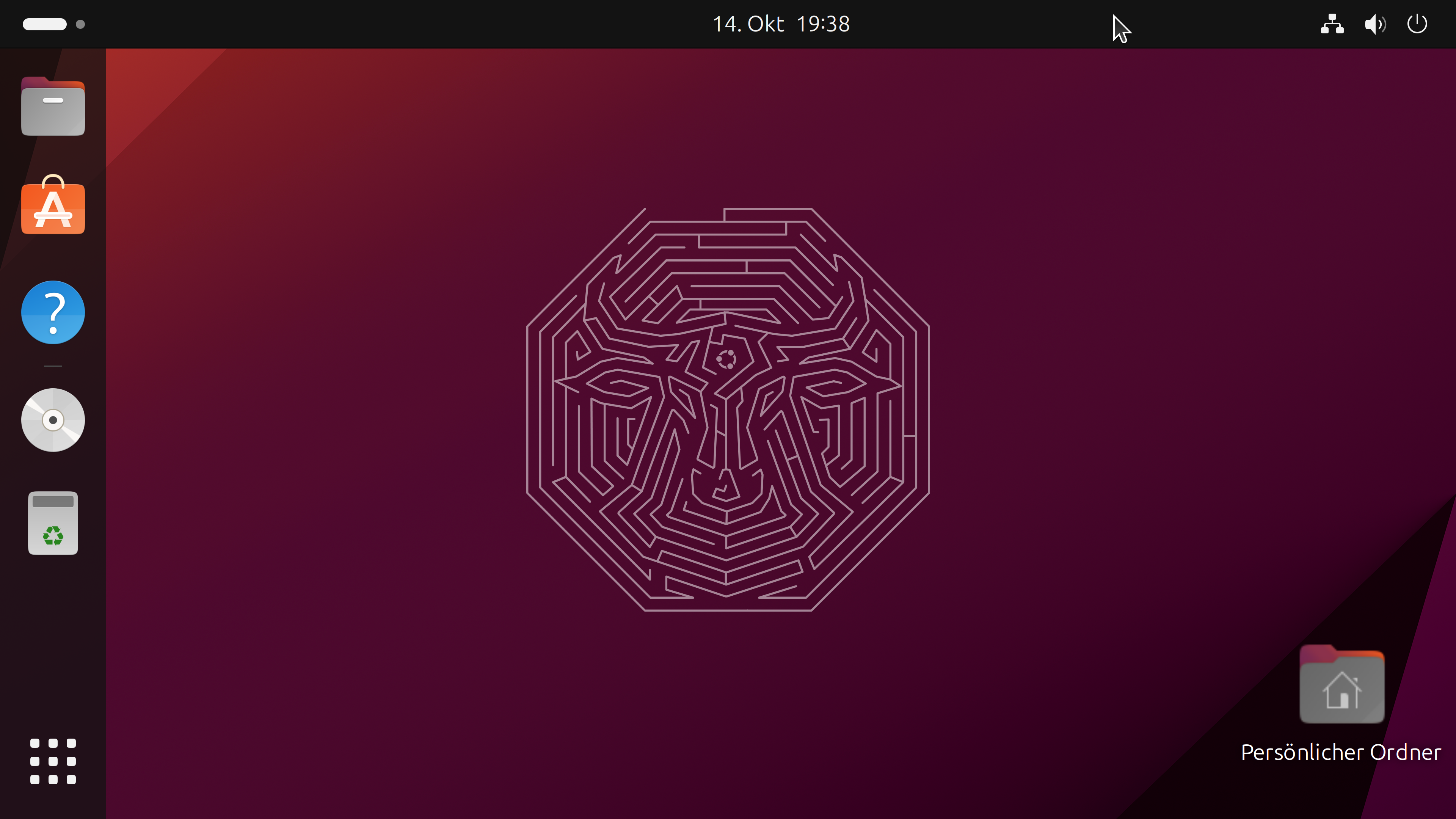
Ubuntu 23.10 (Mantic Minotaur)

Ubuntu 23.10 (Mantic Minotaur) は2023年10月12日にリリースされた。GNOME 45の採用によるクイック設定メニューの改良や全画面サイドバーの導入、Tiling Assistant拡張機能によるウィンドウのクォータータイル配置、Flutterベースの新しいアプリセンターの導入、Linux Kernel 6.5による最新ハードウェアサポートとパフォーマンス向上、TPMを利用したディスク全体の暗号化の実験的サポート、ZFSルートパーティションの復活、最小インストールのデフォルト化、Snapパッケージの改善、ファームウェア更新ツールの分離によるリソース効率化、Firefox SnapのネイティブWaylandモード対応、Nautilusファイルマネージャーの高速化、動的ワークスペースインジケーターの追加、キーボードバックライト制御機能の強化、システム詳細ダイアログの刷新、プライバシーパネルの追加、Raspberry Piデバイスでの動作最適化などの改良が含まれている。

### Ubuntu 24.04 LTS（Noble Numbat）

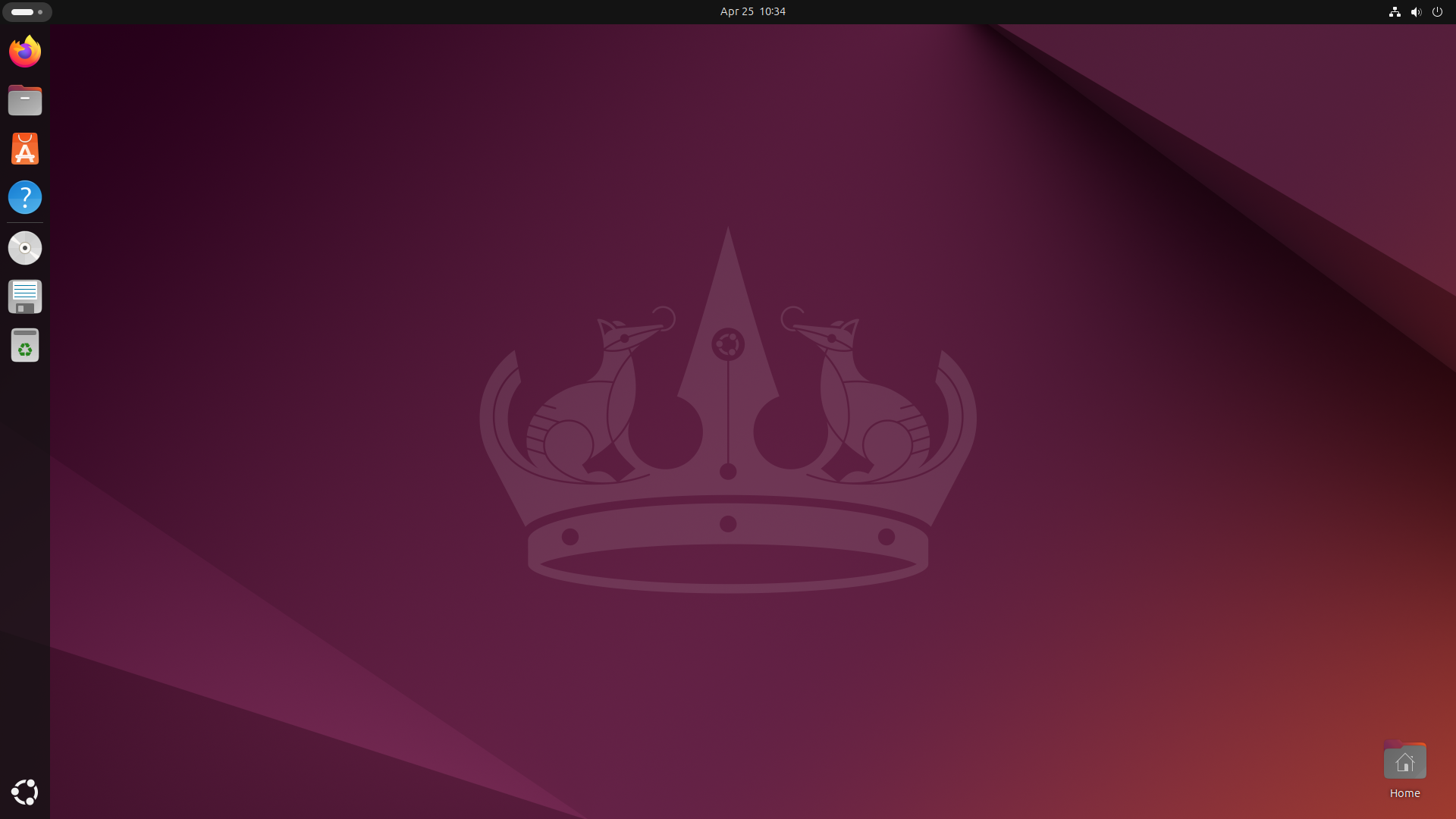
Ubuntu 24.04 LTS (Noble Numbat)

Ubuntu 24.04 (Noble Numbat) は2024年4月25日にリリースされた。Flutterベースの新しいインストーラーが導入され、GNOME 46によるユーザーインターフェースの改良やWaylandのパフォーマンス向上、Linux Kernel 6.8による最新ハードウェアサポートと電力効率の改善、ZFSルートパーティションの復活と暗号化オプションの追加、Snapパッケージの最適化、アプリケーション管理を簡素化する新しいソフトウェアセンター、TPMを利用したディスク全体の暗号化の実験的サポート、Raspberry Piデバイスでの動作の最適化、さらにプライバシー設定の強化やNautilusファイルマネージャーの高速化などの改良が含まれている。

### Ubuntu 24.10 (Oracular Oriole)

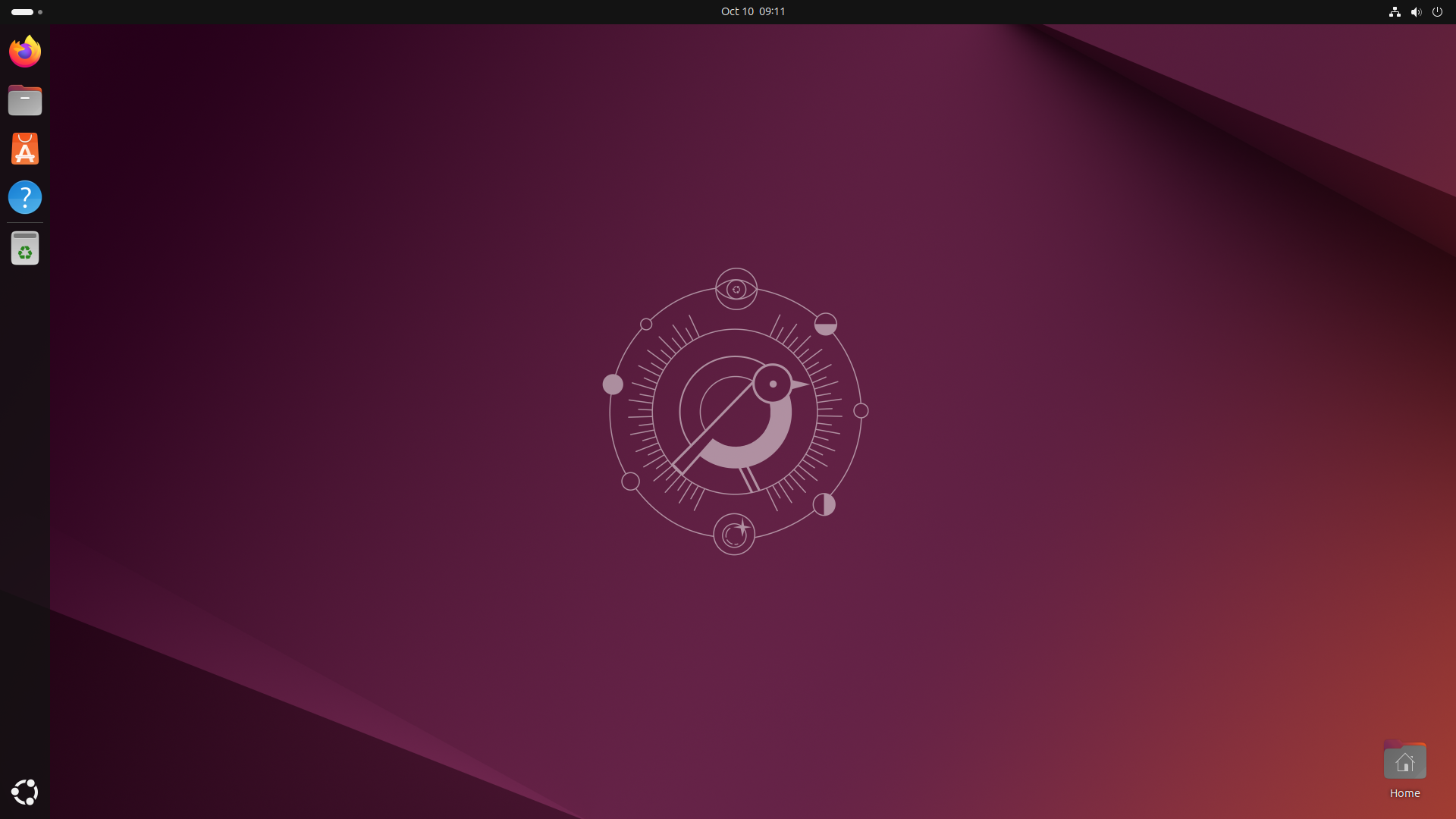
Ubuntu 24.10 (Oracular Oriole)

Ubuntu 24.10 (Oracular Oriole) は2024年10月10日にリリースされた。GNOME 47の採用によるユーザーインターフェースの改良や新しいアプリケーション権限管理機能、Linux Kernel 6.11による最新ハードウェアサポートとパフォーマンス向上、Snapパッケージのセキュリティ強化、カーネルクラッシュダンプツールのデフォルト有効化、Raspberry Piデバイスでの動作最適化、さらに新しいセキュリティセンターアプリによる権限プロンプト機能の導入などの改良が含まれいる。

### Ubuntu 25.04 (Plucky Puffin)

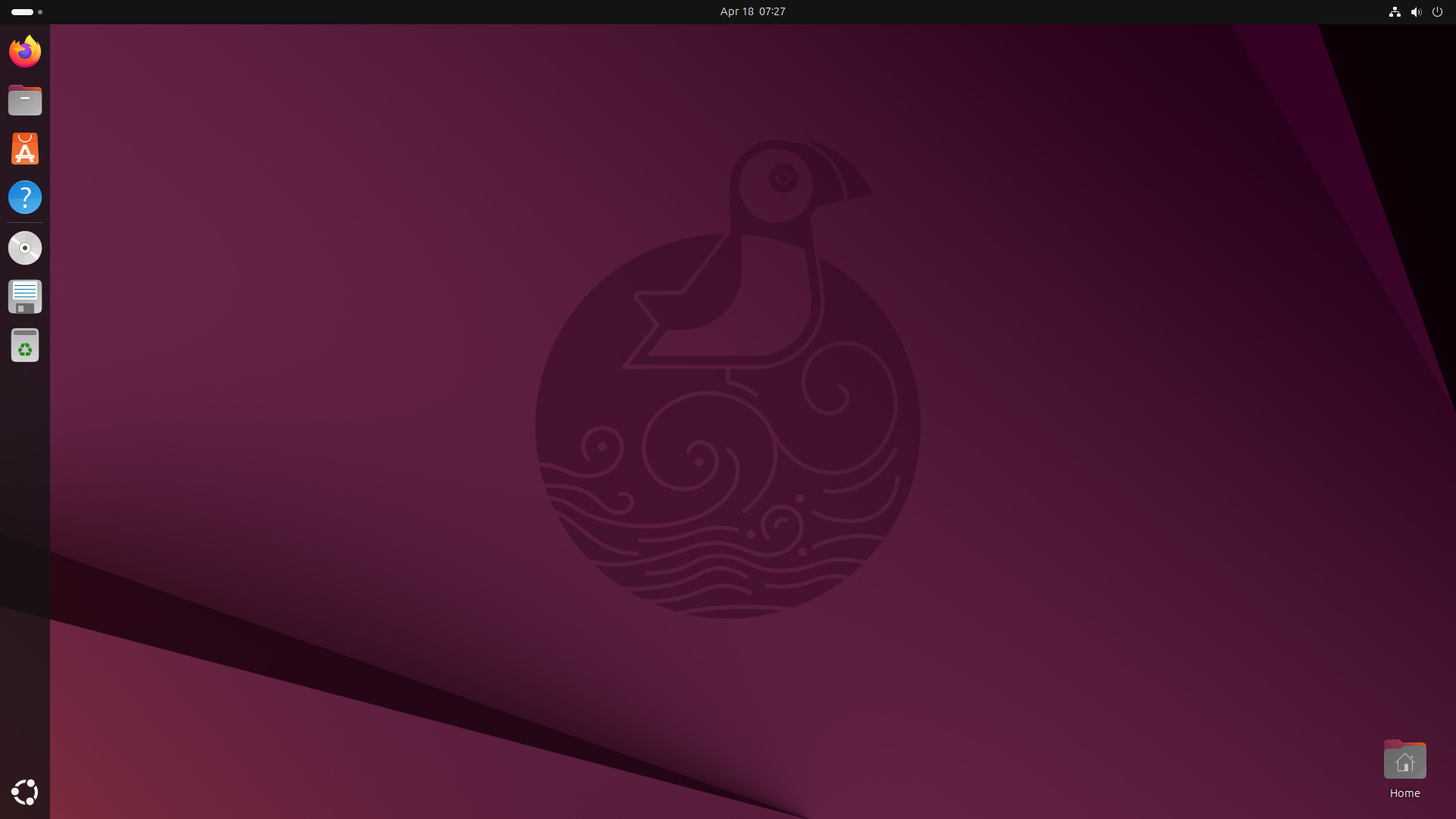
Ubuntu 25.04 (Plucky Puffin)

Ubuntu 25.04 (Plucky Puffin) は2025年2025年4月17日にリリースされた。GNOME 48が採用されており、Waylandがデフォルトで利用されている。インストーラーのインストール時のオプション選択画面が改善され、BitLockerが仕掛けられているWindowsとデュアルブートした際にインストールができるようになり、ストレージの暗号化も簡単にできるようになった。視覚的な変更ではアプリアイコンが少し小さく表示される用になり、新しいYaruテーマが追加された。アプリケーションはSysprof、Papersアプリが初めて導入された。Ubuntu 25.04は新しい位置情報プロバイダーとしてBeaconDBを採用しており、タイムゾーンの検出、ナイトライトの時間を取得するためにも使われる。Ubuntuに搭載されているパッケージ管理システムのaptの3.0が導入された。これにより、UI、翻訳などが改善されたが、apt-keyコマンドは非推奨となり、使えなくなった。その他、NVIDIAダイナミックブーストが追加され、消費電力が削減された。